# Bridge (Kartenspiel)

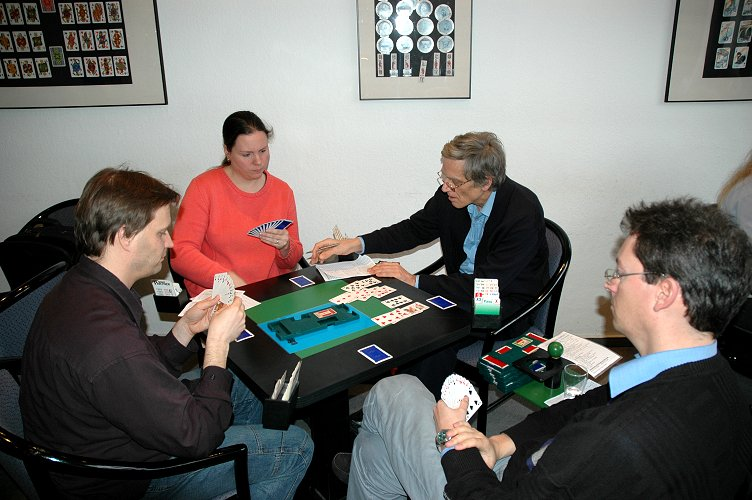
Teilnehmer an einem Bridgeturnier – der Alleinspieler sitzt vorne links, während sein Partner seine Karten offen auf den Tisch gelegt hat.

Bridge (speziell Kontrakt-Bridge) ist ein Kartenspiel für vier Personen. Je zwei sich gegenübersitzende Spieler bilden eine Partnerschaft, die zusammen spielt und gewertet wird. Es werden französische Karten (52 Blatt, ohne Joker) verwendet.
Ziel des Spieles ist es, möglichst viele Stiche zu machen. Anders als etwa beim Skat spielt die Zahl der Augen dabei keine Rolle. In einer ersten Phase (dem Reizen) wird in einer Art Versteigerung ermittelt, welches Paar wie viele Stiche machen muss und ob es eine Trumpffarbe gibt. Nachdem sich ein Paar mit einer Ansage von Stichzahl und Trumpffarbe durchgesetzt hat, erfolgt in der zweiten Phase das Abspiel der Karten. Hauptziel ist es für die eine Seite, mindestens ihre angesagte Stichzahl zu erreichen; die andere Seite muss dies nach Möglichkeit verhindern. Eine Besonderheit des Bridge ist es, dass von der Partei, die die Reizung gewonnen hat, nur ein Spieler (der Alleinspieler) im Abspiel spielt, während sein Partner nach dem ersten Ausspiel des linken Gegners seine Karten offen auf den Tisch legt und seine Karten auf Anweisung des Alleinspielers zugibt.
Heute versteht man unter Bridge die moderne Variante Kontrakt-Bridge, die sich seit den 1930er Jahren weltweit durchgesetzt und ihre Vorgänger wie Whist oder Auktion- bzw. Plafondbridge weitgehend verdrängt hat. Bridge wird nicht nur als Rubberbridge (freie Partie, die Karten werden für jedes Spiel neu gemischt und ausgeteilt) im privaten Kreis, sondern häufig in Form von Turnieren gespielt. Bei einem Turnier werden die gleichen Austeilungen an mehreren Tischen von verschiedenen Spielern gespielt. Sieger wird der Teilnehmer, der mit seinen Karten bessere Ergebnisse erzielt als andere Spieler mit den gleichen Karten, nicht der Spieler, der die stärksten Karten erhält. Dadurch ist beim Turnierbridge der Einfluss des Kartenglücks stark reduziert. Bridge wird deshalb, ähnlich wie Schach und Go, auch als Sport ausgeübt.

## Spielablauf
Bridge wird mit einem Paket Spielkarten französischen Bildes mit 52 Karten gespielt: Die vier Farben werden beim Bridge Pik, Cœur (in Österreich Herz), Karo und Treff genannt (Die Bezeichnung Kreuz für Treff ist beim Bridge nicht üblich). Die Farben bilden in dieser Reihenfolge eine Rangordnung, also mit Pik als höchster und Treff als niedrigster Farbe; diese Rangordnung wird beim Reizen wichtig. Pik und Cœur werden Oberfarben (Edelfarben) genannt, Karo und Treff sind die Unterfarben. Jede Farbe hat 13 Karten in der Reihenfolge:
Ass, König, Dame, Bube, 10, 9, 8, 7, 6, 5, 4, 3, 2
- Ass, König, Dame und Bube heißen Figuren, Bilder oder Honneurs. Die 10 gilt nach den internationalen Turnierbridgeregeln auch als Figur.

### Vorbereitungen
Die Partnerschaften sind entweder fix oder werden vorher durch ein Losverfahren gebildet (bei Privatrunden, sehr unüblich bei Turnieren). Die Spieler in einer Partnerschaft nehmen gegenüber am Tisch Platz. Die Spieler werden mit den vier Himmelsrichtungen Nord, Ost, Süd und West (N, O, S, W) bezeichnet. Das NS-Paar spielt gegen das OW-Paar.
Beim Rubberbridge lässt der Teiler die Karten vom linken Gegner mischen und vom rechten Gegner abheben. Anschließend teilt er die Karten, links beginnend, einzeln im Uhrzeigersinn aus, bis jeder Spieler 13 Karten hat. Beim nächsten Spiel hat der Spieler links vom Teiler diese Aufgabe. Bei Turnieren werden die Karten nicht gemischt und ausgeteilt, sondern es gibt Boards, in denen die Karten bereits gemischt und ausgeteilt für alle vier Spieler eines Tisches eingesteckt sind und auch nach dem Spiel wieder zurückgesteckt werden. Alle Tische spielen daher mit den gleichen Austeilungen. Der Teiler und die Gefahrenlage eines Spiels werden ebenfalls durch das Board vorgegeben.

### Das Reizen
Das Reizen (in Österreich: das Lizit oder die Lizitation) ist die erste Phase des Spiels. Hier wird festgelegt:
- welche Seite wie viele Stiche machen muss,
- ob es Trumpf (in Österreich: Atout) gibt, und wenn ja, welche Farbe Trumpf ist oder Sans Atout (ohne Trumpf) gespielt wird.

Beim Reizen geben die Spieler im Uhrzeigersinn Ansagen ab, beginnend mit dem Teiler. Ein Spieler kann entweder
- ein Gebot abgeben,
- passen,
- das jeweils letzte Gebot der Gegner kontrieren oder
- ein Kontra des Gegners rekontrieren.

Ein Gebot nach Kontra oder Rekontra hebt letzteres auf. Das Reizen endet, wenn drei Spieler hintereinander passen, ausgenommen das Reizen beginnt mit Pass – Pass – Pass. In diesem Fall bekommt der vierte Spieler noch die Möglichkeit, ein Gebot abzugeben. Sollte er ebenfalls passen, werden die Karten neu geteilt (gilt nicht bei Turnieren). Die Trumpffarbe (oder ob es eine solche gibt) und die Anzahl der mindestens zu gewinnenden Stiche wird durch das letzte Gebot, den Kontrakt, bestimmt.
Wer ein Gebot abgibt, verpflichtet sich immer mehr als die Hälfte der Stiche zu machen, also mehr als sechs von den dreizehn möglichen. Für die Gebote werden diese sechs Pflichtstiche („Das Buch“) nicht explizit mitgezählt. Das niedrigste Gebot ist 1♣. Der Spieler verpflichtet sich damit, zusammen mit seinem Partner einen Stich mehr als das Buch, also 7 (= 6+1) Stiche zu machen, wobei Treff Trumpf sein soll.
Das nächste Gebot ist 1♦ und verpflichtet zu 7 Stichen mit Karo als Trumpf. Es folgen 1♥, 1♠ (was jeweils die Trumpffarbe darstellt) und 1SA (Sans Atout oder Ohne Trumpf) verpflichtet 7 Stiche ohne Trumpf zu erzielen. Nach 1SA kommt 2♣. 2♣ verpflichtet zu 8 (= 6+2) Stichen mit Treff als Trumpf. Es geht weiter mit 2♦, 2♥, 2♠, 2SA, 3♣, 3♦, …, 7♣, 7♦, 7♥, 7♠ und schlussendlich 7SA (alle 13 = 6 + 7 Stiche, ohne Trumpf).
Einzelne Gebote können ausgelassen werden. Auf 1♦ kann beispielsweise sofort 1SA (unter Auslassung von 1♥ und 1♠) folgen.
Auf ein Gebot kann immer nur ein höherwertiges Gebot folgen. Höherwertig bedeutet, dass eine höhere Stichzahl versprochen wird oder eine höhere Farbe mit gleicher Stichzahl. Gibt ein Spieler z. B. das Gebot von 2♦ ab, sind im weiteren Verlauf die Gebote 1♣, 1♦, 1♥, 1♠, 1SA und 2♣ nicht mehr zulässig. 2♥ wäre das nächste zulässige Gebot. Reizen hat daher den Charakter einer Auktion.
Das erste Gebot heißt Eröffnung.

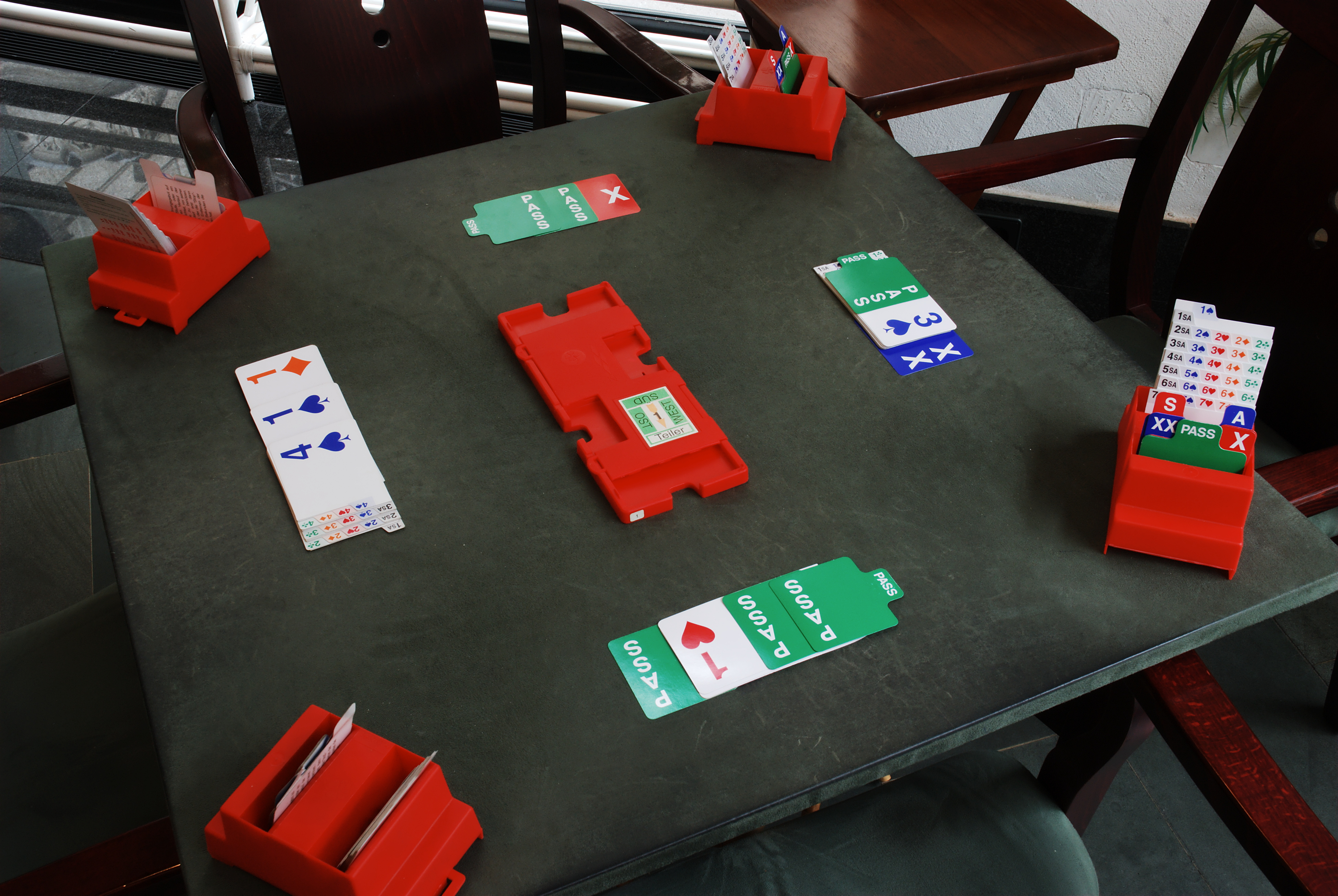
Reizen: Pass – 1 – Kontra („X“) – Rekontra („XX“) – 1 – 1 – Pass – 3 – Pass – 4 – Pass – Pass – Pass

Grundsätzliches Ziel der Reizung ist es in einer geeigneten Farbe möglichst genau die Anzahl der erzielbaren Stiche anzusagen. Ein Paar sollte keinesfalls mehr Stiche ansagen als es dann tatsächlich macht, in einem gewissen Rahmen aber auch nicht zu wenig (dem Paar entgehen sonst möglicherweise Boni, siehe Abrechnung). Unter Umständen kann es für ein Paar allerdings günstig sein, einen Kontrakt anzusagen, den es nicht erfüllen kann – ein Opfergebot.
Um dieses Ziel zu erreichen, tauschen die Spieler mittels der Ansagen Informationen über ihr Blatt aus. Die Information beinhaltet normalerweise die Anzahl der Karten in einer oder mehreren Farben und die Stärke des Blatts. Die genaue Bedeutung einer Ansage ist abhängig von den zuvor abgegebenen Ansagen. Eine systematische Zusammenfassung derartiger Partnerschaftsvereinbarungen wird Bietsystem genannt. Alle Vereinbarungen über die Bedeutung der Gebote müssen den Gegnern offengelegt werden, „Geheimvereinbarungen“ sind also unzulässig.
Es kommt oft vor, dass eine Partei nicht in die Reizung eingreift, sondern stets passt; man spricht in einem solchen Fall von einer ungestörten Reizung. Wenn beide Seiten reizen, dann bezeichnet man dies als kompetitive Reizung oder auch Wettbewerbsreizung. Die Gebote der Partei, die nicht eröffnet hat, werden Gegenreizung genannt. Die Bedeutung der Ansagen der Gegenreizung unterscheiden sich teilweise von der Bedeutung bei der Reizung der Eröffnungspartei.

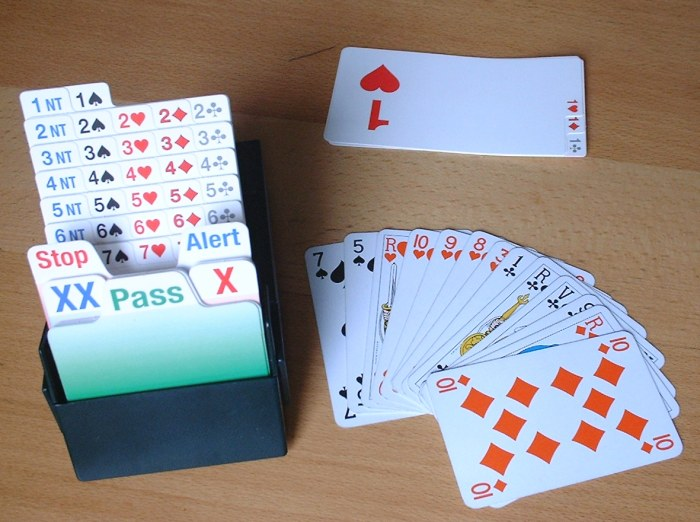
Biet-Box

Ursprünglich wurden alle Ansagen beim Reizen mündlich abgegeben. Seit den 70er Jahren wurden Biet-Boxen eingeführt, mit deren Hilfe die Gebote mit Karten abgegeben werden können. Jeder Spieler hat eine Box mit den 35 Geboten und mehreren Karten für Pass, Kontra und Rekontra. Wenn er an der Reihe ist, entnimmt der Spieler der Box die Karte für die gewünschte Ansage und legt sie vor sich auf den Tisch. Die vorher abgegebenen Ansagen werden nicht entfernt, sondern mit der neuen Karte teilweise überdeckt, aber so, dass alle vorherigen Ansagen sichtbar bleiben. Die Spieler können so während der Reizung die Reihenfolge der einzelnen Ansagen nachvollziehen. Am Ende der Reizung, aber erst nach dem Ausspiel des linken Gegners des Alleinspielers, welches verdeckt vorgenommen wird (Kartenbild wird nach unten auf den Tisch gelegt), stecken alle Spieler die Biet-Karten zurück in die Box.

#### Die Alert-Regel
Gibt ein Spieler eine künstliche Ansage oder eine Ansage mit einer unüblichen Bedeutung ab, muss der Partner dieses Spielers durch alertieren (Aufmerksam machen) die Gegner über diesen Umstand informieren. In Biet-Boxen gibt es dafür eine eigene Karte, die der Partner für einige Sekunden in die Mitte des Tisches hält. Spielt man ohne Biet-Boxen, klopft man ein paar Mal auf den Tisch. Der Gegner, der an der Reihe ist zu bieten, hat die Möglichkeit, sich bei diesem alertierenden Spieler über die genaue Bedeutung der Ansage zu informieren.
Die nationalen Bridge-Verbände regeln unterschiedlich, welche Gebote alertiert werden müssen. Während etwa bei Turnieren der ACBL gängige künstliche Ansagen wie Stayman oder RKCB nicht alertiert werden müssen (wohl aber natürliche 2♣ im polnischen System), kann auch festgelegt werden, dass ein Alert genau dann erforderlich ist, wenn das Gebot nicht z. B. mindestens 3 Karten in der gereizten Farbe (bzw. eine regelmäßige Verteilung bei SA-Geboten) anzeigt. Auch der Deutsche Bridge-Verband regelt die zu alertierenden Gebote in seiner Turnierordnung.

#### Die Stopp-Regel
Diese Regel ist bei Sprunggeboten von Bedeutung: Ein Spieler gibt ein Sprunggebot ab, wenn er ein oder mehrere niedrigere Gebote in der gleichen Farbe auslässt. Reizt ein Spieler z. B. nach 1♥ des vorigen Spieler 2♠, lässt er das Gebot 1♠ aus – er springt.
Wird mit Biet-Boxen gespielt, muss der Spieler zuerst die Stopp-Karte aus der Biet-Box auf den Tisch legen, anschließend erst die Karte des Gebots, das er abgibt. Nach ca. zehn Sekunden steckt er die Stopp-Karte wieder zurück in die Biet-Box. Erst jetzt darf der nächste Spieler ansagen. Ohne Biet-Boxen sagt der Spieler „Stopp zwei Pik“, nach ca. zehn Sekunden „go“.
Die zehn Sekunden Wartezeit geben dem nächsten Spieler die Möglichkeit, sich Gedanken über seine Ansagen zu machen. Dadurch wird verhindert, dass der Partner dieses nächsten Spielers aus einem möglichen Nachdenken und anschließendem Passe unerlaubte Information erhält.
Bei einem Sprunggebot mit künstlicher Bedeutung (z. B. Eröffnung mit 2♣ in den meisten Systemen) müssen folglich die Stopp-Karte und die Alert-Karte vorgezeigt werden.

### Das Spiel
Nach dem Reizen erfolgt das Abspiel der Karten. Die Partnerschaft, die das letzte Gebot abgegeben hat, muss nun versuchen, zumindest entsprechend viele Stiche zu machen. Der Spieler dieser Partnerschaft, der während des Reizens die Trumpffarbe (oder SA) zum ersten Mal genannt hat, wird zum Alleinspieler. Die beiden Spieler der anderen Partnerschaft heißen Gegenspieler.
Bridge ist ein Stichspiel: Ein Spieler spielt aus, d. h., er legt eine Karte offen auf den Tisch. Die anderen Spieler geben im Uhrzeigersinn eine Karte aus ihrem Blatt zu. Der Spieler, der die ranghöchste Karte zugegeben hat, gewinnt den Stich und spielt zum nächsten Stich aus. Beim Spiel gilt Farbzwang, aber kein Stich- und kein Trumpfzwang.
Der Spieler links vom Alleinspieler spielt zum ersten Stich aus. Als Nächstes legt der Partner des Alleinspielers alle seine Karten nach Farben geordnet auf den Tisch. Falls es eine Trumpffarbe gibt, gehören die Karten dieser Farbe nach rechts. Diese nun auf dem Tisch liegenden Karten werden als Dummy, Tisch oder Strohmann bezeichnet. Bei jedem Stich wird aus diesem Blatt eine Karte zugegeben. Sein Besitzer darf aber nicht selbst entscheiden, welche Karte er spielen will, sondern muss den mündlichen Anweisungen des Alleinspielers folgen. Jeder Spieler sieht also neben seinen eigenen 13 Karten auch die 13 Karten des Tischs, wodurch das Spiel besser geplant werden kann als bei anderen Kartenspielen.
Ein Beispiel: Nach dem Reizen
| Nord | Ost  | Süd | West |
| ---- | ---- | --- | ---- |
| 1♣   | 1♥   | 1♠  | Pass |
| 2♠   | Pass | 4♠  | Pass |
| Pass | Pass |     |      |

muss NS mindestens zehn Stiche mit Pik als Trumpf machen. Süd wird Alleinspieler, denn er hat Pik während der Reizung zum ersten Mal genannt (beim Gebot von 1♠). West spielt zum ersten Stich aus, Nord wird Dummy und legt seine 13 Karten offen auf den Tisch.

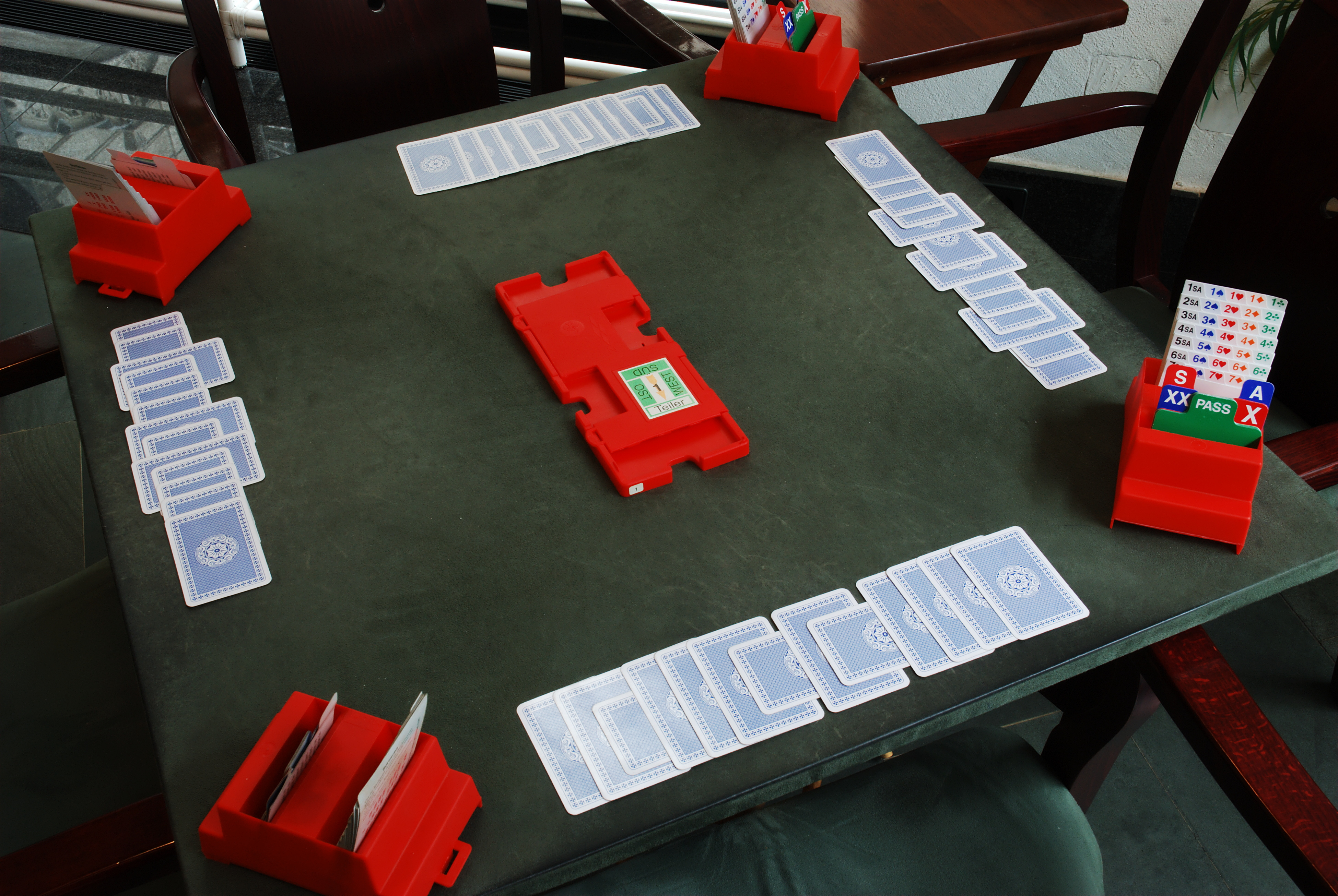
Abgelegte Karten nach dem Spiel. NS (die Spieler oben und unten) gewannen die Stiche 1, 2, 4, 5, 6, 8, 10, 11, 12 und 13. OW (die Spieler links und rechts) dementsprechend die Stiche 3, 7 und 9.

Ursprünglich erhielt der Spieler bzw. die Partei, die einen Stich gewonnen hatte, alle vier Karten des Stichs. Der Alleinspieler, der 1 SA erfüllte, hatte 6 + 1 Stiche, also 7 Päckchen mit je 4 Karten vor sich liegen. Heute soll meist die Kartenzusammenstellung erhalten bleiben, weil bei Turnieren die gleichen Austeilungen von verschiedenen Spielern gespielt werden, darum legt jeder Spieler seine Karte verdeckt vor sich ab. Um gewonnene und verlorene Stiche am Ende besser zählen zu können, werden gewonnene Stiche einer Partnerschaft senkrecht gelegt, verlorene waagrecht. Wenn alle 13 Stiche gespielt sind, werden gewonnene und verlorene Stiche gezählt und die 4 mal 13 Karten in der Zusammensetzung unverändert in das Board zurückgesteckt. Bevor er die Karten zurücksteckt, soll jeder Spieler seine 13 Karten mischen, um keine Informationen über den Spielverlauf zu übermitteln.

### Abrechnung (Scoring)
Bei der Abrechnung ist allein die Anzahl der Stiche jeder Partnerschaft von Bedeutung. Punktwerte von Karten, die bei der Abrechnung relevant wären, gibt es nicht. Ein Spiel ist vom Alleinspieler gewonnen, wenn er mindestens so viel Stiche macht wie im Kontrakt, d. h. im letzten abgegebenen Gebot, versprochen. Zusätzliche Stiche heißen Überstiche. Macht er weniger Stiche, dann gewinnt die Gegenpartei. In diesem Fall wird die Differenz zwischen angesagter Stichzahl und tatsächlich gemachter Stichzahl Faller genannt.

Zusätzlich gibt es das Konzept der Gefahrenlage (engl. vulnerability). Eine Partei kann entweder in Gefahr oder nicht in Gefahr sein. Vier Konstellationen sind möglich.
- keine Partei in Gefahr
- NS in Gefahr, OW nicht in Gefahr
- NS nicht in Gefahr, OW in Gefahr
- beide Parteien in Gefahr

In Gefahr erhöhen sich sowohl die Prämien für gewonnene Vollspiele als auch die Strafen für verlorene Spiele. Für die Abrechnung ist nur die Gefahrenlage der Partei des Alleinspielers relevant. Bei Turnieren ergibt sich die Gefahrenlage aus der Nummer der gespielten Partie, beim Rubberbridge aus den bisher erzielten Punkten.
Die Situation, in der die eigene Partei nicht in Gefahr ist, während die Gegenpartei in Gefahr ist, wird auch als günstige Gefahrenlage bezeichnet. In günstiger Gefahrenlage ist es üblich, beim Reizen etwas mehr zu riskieren und häufiger Opferspiele (siehe dort) zu reizen. Demgegenüber steht die ungünstige Gefahrenlage bei eigener Gefahr und gegnerischer Nichtgefahr, bei der ggf. etwas zurückhaltender gereizt werden sollte.

#### Gewonnenes Spiel

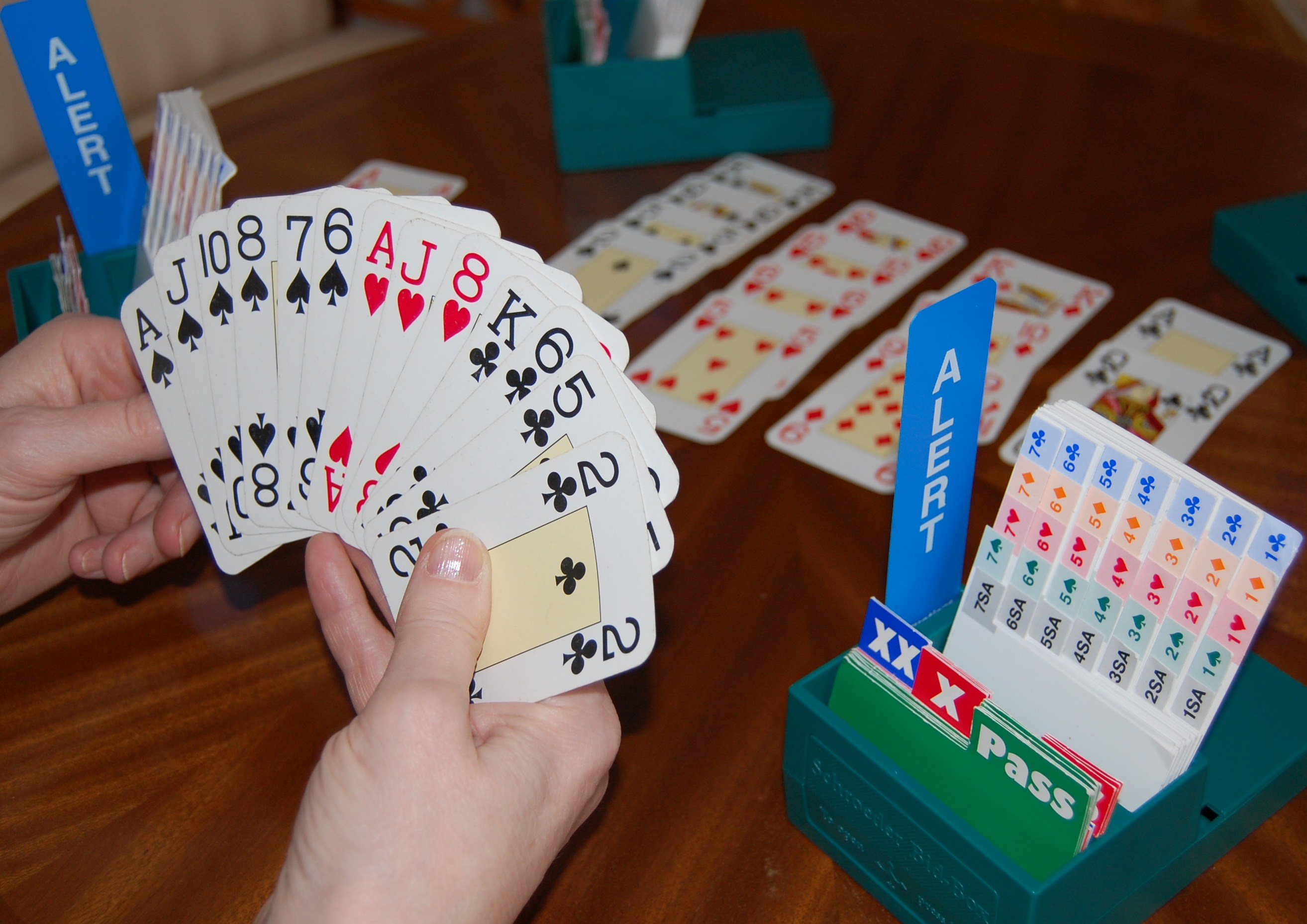
Karten für einen Großschlemm

Erfüllt die Partei des Alleinspielers den angesagten Kontrakt, erhält sie dafür Stichpunkte und Prämien.
Die Partei bekommt für jeden ab dem siebten gemachten Stich Stichpunkte. Die Höhe ist abhängig von der Trumpffarbe und ob der Kontrakt kontriert oder rekontriert wurde. Die Gefahrenlage spielt für die Stichpunkte keine Rolle:
|                     | Punkte pro Stich ab dem siebten | Punkte pro Stich ab dem siebten | Punkte pro Stich ab dem siebten |
| nicht kontriert     | kontriert                       | rekontriert                     |                                 |
| ------------------- | ------------------------------- | ------------------------------- | ------------------------------- |
| Unterfarben (♣, ♦)  | 20                              | 40                              | 80                              |
| Oberfarben (♥, ♠)   | 30                              | 60                              | 120                             |
| NT (7. Stich)       | 40                              | 80                              | 160                             |
| NT (weitere Stiche) | 30                              | 60                              | 120                             |

Weiterhin erhält die Partei verschiedene Prämien. Folgende Begriffe werden verwendet:
- Großschlemm (Grand Slam, Grand Chelem): 13 Stiche angesagt (d. h. 7♣, 7♦, 7♥, 7♠ oder 7NT)
- Kleinschlemm (Small Slam, Petit Chelem): 12 Stiche angesagt (d. h. 6♣, 6♦, 6♥, 6♠ oder 6NT)
- Vollspiel oder Manche: Ein Spiel, bei dem die Stichpunkte der beim Reizen angesagten Stiche (nicht der beim Abspiel gemachten) mindestens 100 betragen. Für ein Vollspiel in den Oberfarben benötigt man daher 10 Stiche, für ein Vollspiel in den Unterfarben 11, für ein Vollspiel ohne Trumpf 9 (der erste Stich über 6 zählt 40 in einem Ohne-Trumpf Kontrakt, die beiden folgenden je 30, so dass 9 Stiche für ein Vollspiel genügen).
- Teilkontrakt: Ein Spiel, bei dem die Stichpunkte der angesagten Stiche kleiner als 100 sind. Wird ein Teilkontrakt kontriert oder rekontriert und erfüllt, so verdoppeln bzw. vervierfachen sich die Stichpunkte. Für einen erfüllten kontrierten Teilkontrakt (z. B. 2♠X oder 3♦X) erhält man deshalb unter Umständen die Vollspielprämie.

| Prämien                                             | nicht in Gefahr | in Gefahr |
| --------------------------------------------------- | --------------- | --------- |
| Gewinn eines Teilkontraktes                         | 50              | 50        |
| Gewinn eines Vollspiels                             | 300             | 500       |
| Gewinn eines Kleinschlemms                          | 500             | 750       |
| Gewinn eines Großschlemms                           | 1000            | 1500      |
| Gewinn eines beliebigen kontrierten Kontrakts       | 50              | 50        |
| Gewinn eines beliebigen rekontrierten Kontrakts     | 100             | 100       |
| für jeden Überstich in einem kontrierten Kontrakt   | 100             | 200       |
| für jeden Überstich in einem rekontrierten Kontrakt | 200             | 400       |

Erfüllt man einen Groß- oder Kleinschlemm, erhält man zusätzlich zur jeweiligen Schlemmprämie auch die Vollspielprämie, jedoch nicht die Teilkontraktprämie. Für einen Großschlemm erhält man hingegen nicht die Kleinschlemmprämie, für ein Vollspiel nicht die Teilkontraktprämie.
Beispiele (Alleinspieler nicht in Gefahr):
Die Summe setzt sich zusammen aus Stichpunkte der gemachten Stiche und Prämien. Stichpunkte der angesagten Stiche ist nur für die Entscheidung, ob das Paar die Vollspiel- oder die Teilkontraktprämie erhält, notwendig.
| Kontrakt | gemachte Stiche | Stichpunkte der angesagten Stiche          | Stichpunkte der gemachten Stiche | Prämien                                          | Summe |
| -------- | --------------- | ------------------------------------------ | -------------------------------- | ------------------------------------------------ | ----- |
| 3♠       | 11              | 3 × 30 = 90 (< 100 => Teilkontrakt)        | 5 × 30 = 150                     | 50 (Teilkontraktprämie)                          | 200   |
| 4♠       | 11              | 4 × 30 = 120 (≥ 100 => Vollspiel)          | 5 × 30 = 150                     | 300 (Vollspielprämie)                            | 450   |
| 6 NT     | 13              | 1 × 40 + 5 × 30 = 190 (≥ 100 => Vollspiel) | 1 × 40 + 6 × 30 = 220            | 300 + 500 (Vollspielprämie + Kleinschlemmprämie) | 1020  |
| 2♠ X     | 9               | 4 × 30 = 120 (≥ 100 => Vollspiel)          | (2 × 30) x 2 + 100 = 220         | 50 + 300 (Gewinnprämie + Vollspielprämie)        | 570   |

Um die Prämien für ein Vollspiel zu erhalten, ist es notwendig, dies vorher auch zu reizen. Reizt ein Paar 3♠ und macht 11 Stiche, hat es zwar ausreichend viele Stiche für ein Vollspiel gemacht, aber nicht ausreichend viele Stiche angesagt und bekommt daher nur die Teilkontraktprämie. Dieser Umstand macht Bridge sehr reizvoll, denn es reicht nicht aus, mit starken Blättern einfach viele Stiche zu machen, diese müssen vorher auch angesagt werden. Andererseits darf man aber nicht zu viele Stiche ansagen.

#### Verlorenes Spiel
Erfüllt die Partei des Alleinspielers den angesagten Kontrakt nicht, erhält die Gegenseite folgende Prämien:
| Faller                    | nicht in Gefahr | nicht in Gefahr | nicht in Gefahr | in Gefahr       | in Gefahr | in Gefahr   |
| ------------------------- | --------------- | --------------- | --------------- | --------------- | --------- | ----------- |
|                           | nicht kontriert | kontriert       | rekontriert     | nicht kontriert | kontriert | rekontriert |
| Ein Faller                | 50              | 100             | 200             | 100             | 200       | 400         |
| Zwei Faller               | 100             | 300             | 600             | 200             | 500       | 1000        |
| Drei Faller               | 150             | 500             | 1000            | 300             | 800       | 1600        |
| Für jeden weiteren Faller | 50              | 300             | 600             | 100             | 300       | 600         |

## Spielstrategien und -techniken

### Strategien beim Reizen
Ein Paar versucht während der Reizung, den optimalen Kontrakt zu erreichen.
- Das Paar muss eine Farbe finden, die als Trumpf geeignet ist. Das ist normalerweise gegeben, wenn man gemeinsam mindestens acht Karten in einer Farbe hat. Ab acht Karten spricht man von einem Fit in dieser Farbe.
- Das Paar muss untersuchen, ob man gemeinsam stark genug ist für ein Vollspiel, seltener auch für einen Schlemm. Ist das der Fall, muss das Vollspiel (oder Schlemm) angesagt und erfüllt werden, um die hohen Prämien dafür zu erhalten.

#### Blattbewertung
Der Spieler verfügt über verschiedene Hilfsmittel, um die Stärke seines Blattes einzuschätzen. Das wichtigste sind die Figurenpunkte (engl. High-Card-Points, Abk. HCP):
- Ass = 4 Punkte
- König = 3 Punkte
- Dame = 2 Punkte
- Bube = 1 Punkt
- restl. Karten = 0 Punkte

Insgesamt gibt es 40 Figurenpunkte im Spiel. Ein Blatt mit weniger als 10 Punkten ist schwach. Ab 12 Punkten ist ein Blatt stark genug für eine Eröffnung. Ein Blatt mit ca. 16–19 Punkten ist stark, eines über 20 Punkten ist sehr stark.
Eine große Rolle spielt auch die Verteilung des Blattes. Für die Verteilung wird eine eigene Notation verwendet:
Ein Blatt, welches 4-4-3-2-verteilt ist, hat in zwei Farben vier Karten, in der dritten Farbe drei Karten und in der vierten Farbe zwei Karten.
Man unterscheidet folgende Verteilungen:
- NT-verteilt (oder regelmäßig verteilt): Kein Chicane (keine Karte einer Farbe), kein Single und maximal ein Double. Mögliche Verteilungen sind: 4-3-3-3, 4-4-3-2, 5-3-3-2.
- Einfärber: Eine Farbe mit mindestens sechs Karten, in den anderen Farben jeweils maximal drei Karten, z. B. 6-3-2-2, 6-3-3-1, 7-3-2-1, …
- Zweifärber: Eine Farbe mit mindestens fünf Karten und eine zweite Farbe mit mindestens vier Karten, z. B. 5-4-3-1, 5-5-2-1, 6-4-2-1, …
- Dreifärber: Drei Farben mit jeweils mindestens vier Karten, d. h. 4-4-4-1 oder 5-4-4-0. Dreifärber sind entsprechend sehr selten (ca. 1 % aller Hände).

Unregelmäßige Verteilungen mit vielen Karten in ein oder zwei Farben (z. B. 7-3-2-1 oder 5-5-2-1) sind stärker als regelmäßige Verteilungen, da die langen Farben leichter zur Trumpffarbe erklärt werden können und mehr Potential für Stiche bieten; zugleich ermöglichen Kürzen in den übrigen Farben, diese zu stechen (in Farbkontrakten). Eine Verteilung von 4-3-3-3 ist entsprechend schwach, da sie weder eine besondere Länge noch Kürzen enthält. Figuren helfen mehr, wenn sie sich in den längeren Farben oder in langen Farben des Partners befinden und auf weniger Farben verteilt sind. Deshalb addiert man zu den Figurenpunkten zusätzliche Längenpunkte für jede Karte ab der fünften Karte in einer Farbe hinzu.
Sobald die Partnerschaft im Zuge der Reizung einen Fit (acht gemeinsame Karten in einer Farbe) gefunden hat und deshalb in der Reizung ein Farbspiel mit dieser Farbe als Trumpf anstrebt, können in der Blattbewertung Verteilungspunkte hinzugezählt werden:
- keine Karte in einer Farbe (Chicane) = 3 Punkte
- nur eine Karte in einer Farbe (Single) = 2 Punkte
- nur zwei Karten in einer Farbe (Double) = 1 Punkt

Im Ohnetrumpfspiel sind dies Schwächen und dürfen nicht positiv bewertet und zu den Figuren- und Längenpunkten addiert werden.
Es gibt neben dem Zählen der Figurenpunkte noch weitere Blattbewertungsmaßstäbe, die bei bestimmten Handtypen eine präzisere Reizung ermöglichen als nur nach Figurenpunkten:
- Anzahl der Spielstiche: Wird in der Regel bei Einfärbern angewendet. Mit einer eigenen langen Farbe ist im Normalfall nicht davon auszugehen, dass einer der verbleibenden Spieler mehr als vier Karten in dieser Farbe hält. Man kann daher davon ausgehen, mit der fünften und jeder weiteren Karte dieser Farbe einen Stich zu machen. Gezählt werden die vorhandenen Figuren unter den höchsten vier (AKDB) sowie die Längenstiche ab der fünften Karte.
- Anzahl der Verlierer: Man zählt, wie viele Stiche man in jeder Farbe abgibt. Es werden maximal drei Verlierer pro Farbe gerechnet. Ein Chicane bedeutet null Verlierer, ebenso ein blankes Ass. Mit KDB gibt man einen Stich an das Ass ab und macht die nächsten beiden, hat also 1 Verlierer. Mit ADx hat man 1,5 Verlierer, da man eine 50%ige Chance hat, den König herauszuschneiden, falls die Farbe klein angespielt wird und man die Dame spielt (der König kann beim linken oder rechten Gegner sein). Mittelkarten (Bube, 10, evtl. noch 9) erhöhen die Chance, doch noch einen Stich zu gewinnen, falls eine eigene Figur vom Gegner herausgeschnitten wurde. Daher rechnet man bei z. B. Dxx mit 2,5 Verlierern; bei D10x kann man jedoch von nur 2 Verlierern ausgehen. Die Verliererzählung wird vor allem bei Zweifärbern angewendet. Einige Paare reizen jedoch bei Oberfarbfits häufiger nach Anzahl der Verlierer, die unter Umständen mehr über die mögliche Anzahl Stiche aussagt als die Figurenpunkte.

Folgende Maßstäbe gehören nicht direkt zu den Blattbewertungssystemen, da sie nur als Ergänzung zu den anderen Systemen angewendet werden:
- Stopper: Sind wichtig, falls man einen NT-Kontrakt spielen möchte, um zu verhindern, dass ein Gegner eine eigene lange Farbe durchziehen kann, in der man keinen Stich machen kann. Ein Stopper ist entsprechend eine Kombination, die mindestens einen Stich in dieser Farbe sichert, also das Ass, der König mindestens zu zweit, oder die Dame mindestens zu dritt. Wenn die Reizung in Unterfarbe begonnen hat, wenden ebenfalls nach Möglichkeit Stopper signalisiert, da man (aufgrund der niedrigen Punktzahl für Unterfarbspiele) vor einem Unterfarbkontrakt in der Regel einen NT-Kontrakt sondiert.
- Kontrollen: Werden in der Schlemmreizung verwendet, um zu verhindern, dass ein Gegner zwei Stiche in einer Fehlfarbe machen kann. Für eine Kontrolle muss man daher Ass oder König besitzen, oder man muss die Farbe spätestens beim zweiten Lauf stechen können (Single oder Chicane). Für einen Großschlemm ist in jeder Farbe eine Erstrundenkontrolle erforderlich (Ass oder Chicane).

#### Minimale Punkteempfehlungen für Vollspiel und Schlemm
| Kontrakt     | Punkte |
| ------------ | ------ |
| 3NT          | 25     |
| 4♥, 4♠       | 26     |
| 5♣, 5♦       | 28     |
| Kleinschlemm | 33     |
| Großschlemm  | 37     |

Die nebenstehende Tabelle enthält die ungefähr benötigten Punkte, um die jeweiligen Kontrakte erfüllen zu können. Dabei muss man die Figuren-, Längen- und im Farbspiel mit Fit auch die Verteilungspunkte beider Blätter einer Partnerschaft zusammenzählen. Die Verteilung der Blätter spielt eine wichtige Rolle. Falls ein oder beide Blätter der Partnerschaft unregelmäßig verteilt sind (d. h. ein oder zwei lange Farben), können insbesondere Farbkontrakte auch mit wenigen Figurenpunkten erfüllt werden.
Auch wenn eine Partnerschaft über ausreichend Punkte verfügt, ist nicht garantiert, dass sie den jeweiligen Kontrakt auch gewinnt. Die Wahrscheinlichkeit für den Gewinn ist mit den in der Tabelle angegebenen Punkten aber hoch genug, um die Kontrakte auf lange Sicht profitabel ansagen zu können.
In den Oberfarben ist ein Vollspiel am leichtesten zu erfüllen. Die Paare untersuchen daher zunächst, ob ein Fit in Cœur oder Pik vorhanden ist. Sollte das nicht der Fall sein, wird ein Vollspiel in NT angesteuert. Ein Vollspiel in den Unterfarben ist nur selten die beste Alternative, weil man zum Erfüllen eines solchen Kontraktes immerhin 11 Stiche benötigt.

#### Blattbeschreibung
Um den optimalen Kontrakt zu erreichen, muss ein Spieler Stärke und Verteilung seines Blattes dem Partner übermitteln. Dafür wird den einzelnen Geboten während der Reizung eine bestimmte Bedeutung gegeben. Durch die Abfolge und Kombination von Geboten kann man schrittweise die Stärke und die Länge der Farben immer genauer bestimmen. Eine Reihe von Systemen und Konventionen wurde erfunden, um die Beurteilung der gemeinsamen Blätter zu verbessern. Ein natürliches System funktioniert grob nach folgendem Schema:
- NT-verteilte Blätter werden mit NT-Geboten beschrieben.
- Einfärber werden durch wiederholtes Reizen der jeweiligen Farbe beschrieben (Stufe je nach Stärke)
- Zweifärber können durch Reizen zuerst der längeren und dann der kürzeren Farbe problemlos beschrieben werden, wenn die längere Farbe die ranghöhere ist (z. B. fünf Pik, vier Karo; sog. billiger Zweifärber). Ein teurer Zweifärber (z. B. fünf Karo, vier Pik) wird auf 2er-Stufe nur gereizt, wenn Zusatzstärke vorhanden ist (mindestens ca. 17 Punkte). Mit schwächeren teuren Zweifärbern wiederholt man seine eröffnete Farbe.
- Erkennt ein Spieler, dass er mit seinem Partner einen Fit in einer dessen Farben hat, so hebt er ihn, d. h., er wiederholt dessen Farbe. In der Gegenreizung (wenn also die Gegenpartei eröffnet hat) werden auch sogenannte Fitjumps eingesetzt, d. h. ein Sprung in einer neuen Farbe nach einer Reizung des Partners zeigt einen Fit plus eine eigene lange Farbe.
- Mit schwachen Blättern werden Gebote auf möglichst niedriger Stufe abgegeben, mit starken Blättern werden Gebote auf höherer Stufe (Sprunggebot) verwendet.

Auf welcher Stufe man reizen kann, hängt entschieden davon ab, welche Stärke man gemeinsam erreichen kann. Seine eigene Handstärke kennt man auf den Punkt genau; die Stärke des Partners kann jedoch – abhängig von der Reizung – mehr oder weniger eng eingegrenzt, aber auch nach oben offen sein.
Bei regelmäßigen Händen sind die entsprechenden Gebote beispielsweise relativ eng eingegrenzt, wie hier anhand der Antworten auf eine 1NT-Eröffnung (mit einer ebenfalls regelmäßigen Hand) erkennbar ist (die 1NT-Eröffnung zeigt eine regelmäßige Hand und in der Regel 15–17 Punkte):
| Eigene Handstärke | Antwort | Erklärung |
| ----------------- | ------- | --- |
| 0–7 Punkte        | pass    | Selbst mit Maximum (17 Punkte) des Partners kommt man gemeinsam auf maximal 24 Punkte (zu schwach für ein Vollspiel). |
| 8 Punkte          | 2NT     | Dies wird als „einladende Stärke“ bezeichnet: Mit Minimum des Partners ist ein Vollspiel nicht möglich, mit etwas Zusatzstärke jedoch sehr wohl (Partner passt mit Minimum oder hebt mit Maximum auf 3NT).                 |
| 9–15 Punkte       | 3NT     | Die gemeinsame Handstärke reicht sicher für ein Vollspiel aus, ein Schlemm ist jedoch ausgeschlossen: Man hat gemeinsam mindestens 25 Punkte, jedoch höchstens 32 Punkte.                                                  |
| 16–17 Punkte      | 4NT     | Quantitative Schlemmeinladung; mit Maximum des Partners sind die gemeinsamen Punkte (33) ausreichend für einen Kleinschlemm. Der Partner passt mit Minimum bzw. sagt mit Maximum 6NT an.                                   |
| 18–19 Punkte      | 6NT     | Die Stärke ist ausreichend für einen Kleinschlemm, jedoch keinesfalls für einen Großschlemm. |
| 20–21 Punkte      | 5NT     | Die Stärke reicht mindestens für einen Kleinschlemm aus; mit Maximum des Partners ist jedoch ein Großschlemm möglich (da man 37 Punkte gemeinsam hat). Der Partner darf nicht passen, sondern muss auf 6NT oder 7NT heben. |
| 22+ Punkte        | 7NT     | Die Stärke ist ausreichend für einen Großschlemm, da man gemeinsam mindestens 37 Punkte hat. |

Bei Farbkontrakten zeigt eine Eröffnung auf Stufe 1 mindestens 12 Punkte an, ist jedoch nach oben nur wenig limitiert und kann durchaus auch 20 Punkte stark sein. Daher werden hier verstärkt forcierende Gebote verwendet, um die Reizung in Gang zu halten, weitere Informationen zu Stärke und Länge der Farben auszutauschen und den zu spielenden Kontrakt erst nach mehreren Geboten beider Partner zu finden.
Beispiel (Bietsystem: Fünfer Oberfarben):
- West eröffnet 1♠ und beschreibt ein Blatt mit mindestens 5 Pik-Karten und 12–20 Punkten.
- Ost antwortet 1NT und beschreibt ein Blatt mit 6–9 Punkten mit weniger als 3 Pik-Karten. Mit 3 oder mehr Pik-Karten hätte er 2♠ gereizt und damit einen Fit in Pik bestätigt.
- Mit 3♥ zeigt West zusätzlich 4 Cœur-Karten zu den 5 Pik-Karten, einen Zweifärber. Durch Verwendung der 3er-Stufe zeigt er Stärke, nämlich 18–20 Punkte. 2♥ hätte ebenfalls 4 Cœur-Karten, aber nur 12–17 Punkte gezeigt.
- Ost erkennt nun, dass in den gemeinsamen Händen 8 Cœur-Karten vorhanden sind, d. h., die Partner haben einen Fit und Cœur ist geeignet, um zur Trumpffarbe erklärt zu werden. In den gemeinsamen Händen sind 26–28 Figurenpunkte (18–20 vom Partner plus die eigenen 8) vorhanden. Hinzu kommt ein Verteilungspunkt bei Ost für das Double in ♠. Weiterhin kann Ost mit mindestens zwei Verteilungspunkten bei West rechnen, weil West höchstens vier Karten in ♦ und ♣ haben kann (13 - (5♠ + 4♥)). Das sind mindestens 30 Figuren- und Längenpunkte in beiden Händen zusammen und reicht bequem aus, um ein Vollspiel – konkret 4♥ – anzusagen.

#### Natürliche und künstliche Gebote
Ein natürliches Gebot verspricht eine gewisse Mindestanzahl von Karten in der genannten Farbe und die Bereitschaft, diesen Kontrakt zu spielen. Das trifft auf die meisten Gebote zu. Zusätzlich gibt es künstliche (auch: konventionelle) Gebote, bei denen zwischen genannter Farbe und Verteilung des Blattes kein Zusammenhang besteht. Künstliche Gebote beschreiben in speziellen Situationen das Blatt besser und einfacher als natürliche Gebote.
Aufgelistet sind einige der gängigsten künstlichen Gebote:

##### Stayman
Eine der bekanntesten konventionellen Reizungen ist die Stayman-Konvention. Sie dient dazu, nach einer Eröffnung mit 1NT einen 4-4-Oberfarbfit zu finden. Eröffnet ein Spieler mit 1NT und der Partner hat genau 4 Karten in einer oder beiden Oberfarben, so reizt er 2♣. Diese Reizung ist konventionell und sagt nichts über Treff aus, sondern bittet den Partner, seine 4er-Oberfarben anzugeben:
| Antwort auf 2♣ Stayman | Variante 1              | Variante 2                 |
| ---------------------- | ----------------------- | -------------------------- |
| 2♦                     | keine 4er-Oberfarbe     | keine 4er-Oberfarbe        |
| 2♥                     | 4er-Coeur, kein 4er-Pik | 4er-Coeur, 4er-Pik möglich |
| 2♠                     | 4er-Pik, kein 4er-Coeur | 4er-Pik, kein 4er-Coeur    |
| 2NT                    | beide 4er-Oberfarben    | nicht verwendet            |

Da die Antwort mit 2 Karo keine Karos und 2NT keine regelmäßige Hand anzeigt, sind diese Gebote ebenfalls künstlich und müssen alertiert werden. Dies gilt jedoch nicht für 2 Coeur und 2 Pik, welche die entsprechende Farbe anzeigen und daher natürliche Gebote sind.

##### Jacoby-Transfers
Durch Transfers lässt sich steuern, wer der Alleinspieler wird, falls die gewünschte Farbe nicht zuvor gereizt wurde. Anstelle eine Farbe selbst zu reizen, kann man daher in bestimmten Sequenzen eine Stufe tiefer reizen (Transfer), woraufhin der Partner die nächste Stufe natürlich reizen muss.
So zeigt als Antwort auf eine 1NT-Eröffnung etwa 2♦ eine eigene 5er-Länge (oder mehr) in Coeur an, 2♥ eine ebensolche Länge in Pik. Der Eröffner muss beim Wiedergebot auf 2♥ bzw. 2♠ korrigieren (Verweigern eines Transfers ist nur in bestimmten Sequenzen erlaubt und zeigt ebenfalls eine bestimmte Hand an).

##### Starke Eröffnungen
2♣ ist in fast allen Systemen ein Sammelbecken für sehr starke Hände (welche genau, unterscheidet sich zwischen den einzelnen Reizungssystemen). In Standard American etwa zeigt 2♣ jede partieforcierende Hand an, d. h. eine Hand, mit der man ohne Hilfe des Partners ein Vollspiel gewinnen kann, beispielsweise ein Einfärber mit 10 (Oberfarbe) bzw. 11 Spielstichen (Unterfarbe), ein Zweifärber mit höchstens 3 Verlierern (2 Verlierer bei beiden Unterfarben), oder eine regelmäßige Hand mit 24+ Punkten.
In anderen auf 5er-Oberfarben basierenden Systemen, darunter auch im deutschen Forum D und Forum D PLUS, sind starke Eröffnungen zweistufig: 2♣ zeigt ein beliebiges Semiforcing, d. h. man ist etwas schwächer als bei einer partieforcierenden Eröffnung – der Partner dürfte mit 0 Punkten auch unterhalb von Vollspiel passen, jedoch ist für ein Vollspiel nur noch sehr wenig Zusatzstärke erforderlich. Partieforcierende Stärke wird bei diesen Systemen durch eine Eröffnung mit 2♦ gezeigt und forciert die Reizung bis mindestens 3NT.
Im polnischen System und davon abgeleiteten Systemen wie Precision ist 1♣ künstlich und zeigt ebenfalls beliebige Hände mit einer Mindeststärke (jedoch nicht notwendigerweise partieforcierend) oder ausgewählte Handtypen unterhalb dieser Mindeststärke an. Bei solchen Systemen ist wiederum 2♣ natürlich und zeigt einen Ein- oder Zweifärber mit langen Treffs.

##### Zweifärber
Zwei- und Dreifärber können in der Intervention, also wenn der Gegner eröffnet hat, oft effizienter gereizt werden als wenn die eigene Partei eröffnet. Es gibt unterschiedliche Varianten, eine davon heißt Michaels präzis:
- 2NT zeigt immer die beiden niedrigsten ungereizten Farben, also ♣ und ♦ (gegen Oberfarbe oder 1NT) bzw. die andere Unterfarbe und ♥ (gegen Unterfarbe). Zeigt 2NT beide Unterfarben an, so hält man in der Regel je 5 Karten in beiden Farben.
- 2♦ gegen Unterfarbe zeigt beide Oberfarben.
- 2 in der gegnerischen Oberfarbe (Cue-Bid) zeigt die andere Oberfarbe und ♣.
- 3♣ gegen Oberfarbe zeigt die andere Oberfarbe und ♦.
- 2♣ gegen 1NT heißt Landy und zeigt beide Oberfarben.
- 2 in Oberfarbe gegen 1NT zeigt bei einigen Spielern 5 Karten in der gereizten Farbe und 4 Karten in einer Unterfarbe an. Ein Einfärber in einer Oberfarbe wird in diesem Falle durch 2♦ (Multi) angezeigt.
- Kontrieren (X) einer 1NT-Eröffnung kann je nach System seine natürliche Bedeutung (Strafkontra) behalten, einen Ein- oder Zweifärber mit langer Unterfarbe oder auch einen Dreifärber mit Kürze in einer Unterfarbe zeigen.

Beispiel:
| Nord | Ost | Süd | West |
| ---- | --- | --- | ---- |
| 1♥   | 2NT |     |      |

Ost zeigt mit dem 2NT-Gebot kein regelmäßig verteiltes Blatt, sondern mindestens fünf Karten in beiden Unterfarben (♣ und ♦). Diese Konvention heißt Unusual NT.
In einigen Systemen können schwache Zweifärber (unterhalb Eröffnungsstärke) auch in der Eröffnung gezeigt werden.

##### Take Out-Kontra
Kontrieren einer Farberöffnung auf 1er-Stufe zeigt nicht an, dass man den Gegner zu Fall bringen kann. Stattdessen zeigt es:
- mindestens Eröffnungsstärke (ca. 12 Punkte)
- eine Kürze in der vom Gegner gereizten Farbe (Single oder Double, evtl. noch 3 Karten) und
- Spielbereitschaft in allen Restfarben, d. h. jeweils 3–4 Karten in jeder ungereizten Farbe. Mit einer 5er-Länge würde man diese Farbe gegenreizen, statt zu kontrieren.

Die optimale Verteilung für ein solches Take Out-Kontra (auch Informationskontra) ist 4-4-4-1. Ab ca. 19 Punkten kontriert man mit jeder beliebigen Verteilung (Stärkekontra).
Auch wenn schon mehr als ein Gebot abgegeben wurde, hat ein Kontra unterhalb von 3NT meist die Funktion eines Take Out-Kontras. Die Stärke kann je nach Reizungsverlauf variieren; gezeigt wird jedoch in jedem Falle Spielbereitschaft in allen ungereizten Farben.
Das Take Out-Kontra ist forcing, d. h. der Partner muss auch mit 0 Punkten antworten (in der Regel: seine längste Farbe oder mit einer regelmäßigen Hand NT reizen). Die einzige Ausnahme ist eine Länge in der gegnerischen Farbe; dann kann der Partner das Take Out-Kontra strafpassen, d. h. er passt, wodurch das Kontra zu einem Strafkontra wird, falls der Eröffner nicht rekontriert oder ein neues Gebot abgibt.
Bridge-Spieler entwickelten im Laufe der Geschichte eine Vielzahl von Konventionen. Die Stayman- und die Blackwood-Konvention werden heute von fast jedem Paar verwendet, andere Konventionen nur seltener. Manche Konventionen verschwanden mit der Zeit.

##### Negativkontra in der Wettbewerbsreizung
Haben Partner und Gegner zwei verschiedene Farben gereizt, so funktioniert das Negativkontra ähnlich wie das Take Out-Kontra in der Gegenreizung (nur Gegner hat Farbe gereizt), kann aber schwächer sein (ca. 8 Punkte, nach oben offen). Zudem zeigt das Negativkontra nicht notwendigerweise beide Restfarben an. Interveniert der Gegner mit 1♦ oder 1♥, so sagt das Negativkontra bei vielen Paaren nur über die jeweils nächsthöhere Farbe (Coeur bzw. Pik) etwas aus – Kontrieren zeigt genau 4 Karten in der nächsthöheren Farbe, mit einer 5er Farbe reizt man diese natürlich. In der Sequenz 1♣ - 1♦ - X zeigt das Kontra also genau 4 Karten bei Coeur, sagt aber nichts über Pik aus. Es gibt aber auch Paare, bei denen das Kontra in der genannten Sequenz beide Oberfarben zu viert anzeigt.

##### Überruf der Gegnerfarbe (Cue-Bids)
Indem man die Farbe des Gegners reizt, zeigt man in der Regel bestimmte Handtypen, die nicht anders gereizt werden können. In der Regel handelt es sich um starke Hände.
Ein Beispiel ist eine ausgeglichene Hand, in der aber ein Stopper in der Gegnerfarbe fehlt (dieser ist notwendig für eine NT-Gegenreizung). Hat der Partner ebenfalls gereizt, zeigt das Cue-Bid neben einer Mindeststärke in der Regel auch einen Fit.

##### 3./4. Farbe forcing
Wenn der Eröffner bei seinem Zweitgebot entweder seine Farbe wiederholt, oder einen Zweifärber zeigt, dann ist die Reizung einer neuen Farbe künstlich.
Hintergrund ist, dass nach der natürlichen Reizung zweier oder dreier Farben, ein Fit in einer der verbleibenden Farben unwahrscheinlich ist.
Außerdem verneint ein Farbwechsel des Antwortenden nicht unbedingt einen Fit. Mit bestimmten Stärken und Verteilungen hebt der Antwortende bei einem Fit die Farbe des Eröffners erst beim zweiten oder sogar dritten Gebot. Da jedoch auch die Hebungen beim Zweitgebot hinsichtlich der Stärke nach oben limitiert sind, muss der Antwortende ggf. eine neue Farbe „erfinden“ und später den Fit zeigen. Er hält also nicht notwendigerweise eine bestimmte Länge in dieser Farbe.
So ist etwa das zweite Gebot von Süd in folgenden Sequenzen
| Nord | Ost | Süd | West |
| ---- | --- | --- | ---- |
| 1♥   |     | 2♦  |      |
| 2♥   |     | 2♠  |      |

und
| Nord | Ost | Süd | West |
| ---- | --- | --- | ---- |
| 1♥   |     | 2♣  |      |
| 2♦   |     | 2♠  |      |

künstlich und forcierend. Es zeigt jeweils mindestens einladende Stärke (nach oben unbegrenzt), sowie einen Fit in der Farbe des Eröffners oder einen fehlenden Stopper in der ungereizten (3. FF) bzw. vierten (4. FF) Farbe auf der Suche nach einem NT-Spiel. Es fordert den Eröffner (hier Nord) damit auf, seine Hand weiter zu beschreiben.
Für ein 3. FF gibt es grundsätzlich zwei Möglichkeiten. In der erstgenannten Sequenz etwa wäre ein Gebot des Responders von 3♣ ebenfalls ein 3. FF. Reizt man das „teurere“ von zwei derartigen 3. FF-Geboten oder ein 4. FF auf 3er-Stufe, so hat man in der Regel partieforcierende Stärke.

##### Bergen-Hebungen
Einige Paare verwenden die Bergen-Hebungen, um bei Oberfarbfits zwischen 8-Karten-Fits und 9-Karten-Fits zu differenzieren (3 bzw. 4 eigene Trumpfkarten, wenn Partner 5 Karten in Oberfarbe (durch Eröffnung von 1♥ oder 1♠) gezeigt hat) und auch die Stärke der eigenen Hand genauer anzuzeigen. Es gibt unterschiedliche Varianten hiervon; die Tabelle bildet eine Variante ab. Die Bergen-Hebungen werden durch das sogenannte Law of total Tricks legitimiert (mit 9 gemeinsamen Trümpfen darf man auf die 3er-Stufe heben). Nachteil der Konvention ist, dass man die Sperrgebote auf 3er-Stufe in Unterfarben opfert.
| Handstärke (Figuren + Verteilungspunkte)    | Antwort ohne Bergen-Hebungen                            | Antwort mit Bergen-Hebungen und 3 Trümpfen | Antwort mit Bergen-Hebungen und 4+ Trümpfen                                                                        |
| ------------------------------------------- | ------------------------------------------------------- | ------------------------------------------ | --- |
| schwach (ca. 0–5)                           | pass                                                    | pass                                       | pass (4 Trümpfe, 0–3 Punkte) 3♥ bzw. 3♠ (Sperrgebot, 4 Trümpfe, 4–6 Punkte) 4♥ bzw. 4♠ (Sperrgebot mit 5 Trümpfen) |
| limitiert (ca- 6–10)                        | 2♥ bzw. 2♠                                              | 2♥ bzw. 2♠                                 | 3♦ (ca. 7–10 Punkte)                                                                                               |
| einladend (ca. 11–12)                       | 3♥ bzw. 3♠                                              | neue Farbe reizen und Fit später zeigen    | 3♣ |
| game forcing (ca. 13–15)                    | 4♥ bzw. 4♠ oder Splinter                                | s. o.                                      | 3NT oder Splinter                                                                                                  |
| game forcing mit Schlemminteresse (ca. 16+) | 4NT (RKCB oder quantitativ), oder 2NT (Stenberg/Jacoby) | s. o., oder 2NT (Stenberg/Jacoby)          | 2NT (Stenberg/Jacoby), oder neue Farbe reizen und Fit später zeigen                                                |

##### Splinter
Hat man einen Oberfarbfit mit mindestens 4 eigenen Trümpfen (also gemeinsam mindestens 9 Trümpfe, statt der standardmäßigen 8 Trümpfe für einen Fit) und partieforcierende Stärke, so kann man durch einen Doppelsprung eine Kürze (Single oder Chicane) in dieser Farbe anzeigen. Eröffnet der Partner beispielsweise 1♥ und man hat einen 4er-Coeurfit mit partieforcierender Stärke, so würde man normalerweise direkt auf 4♥ springen. Mit beispielsweise einem Single in Treff springt man jedoch auf 4♣ und zeigt so neben dem Fit und der Stärke auch noch die Verteilung an. Mit einer gleich starken Hand ohne Kürze sagt man direkt das Vollspiel, hier 4♥, an (oder springt je nach Reizungssystem auf 3NT).
Auch in anderen Sequenzen sind nicht anders definierte Sprünge in neuen Farben häufig Splintergebote. Die Stärke der Splintergebote ist nach oben nicht begrenzt, sofern für Hände mit Schlemminteresse nicht zusätzliche Konventionen (wie 2NT Stenberg) verwendet werden.

##### Kontrollgebote (Cue-Bids)
Cue-Bids (auch: Kontrollgebote) werden bei vorhandenem Schlemminteresse verwendet, um gemeinsam zu sondieren, ob man jede Fehlfarbe kontrollieren kann. Eine Farbe zu kontrollieren bedeutet, in dieser Farbe Ass, König, Single oder Chicane zu haben.
Bei einem Kleinschlemm darf maximal ein Stich abgegeben werden, bei einem Großschlemm gar keiner. Ziel der Kontrollgebote ist daher zu verhindern, dass die Gegner in einer Farbe zwei Stiche mit Ass und König machen können, was den Schlemm zu Fall bringen würde.
Damit eine neue Farbe ein Kontrollgebot ist, muss ein Fit in einer anderen Farbe bestätigt worden sein. In diesem Falle sind die Gebote jeder Fehlfarbe direkt unterhalb von Vollspiel Kontrollgebote, bei einem ♥-Spiel also 3♠, 4♣ und 4♦. Beide Partner reizen abwechselnd ihre Kontrollen, bis gewährleistet ist, dass in keiner Farbe jegliche Kontrolle fehlt.
Kontrollgebote werden ökonomisch abgegeben, d. h. bei mehreren Kontrollen wird die mit dem niedrigsten Gebot zuerst gereizt. Das Auslassen eines Kontrollgebots verneint eine Kontrolle in den ausgelassenen Farben. Wurden Kontrollgebote ausgelassen, so signalisiert ein Kontrollgebot des Partners auch Kontrollen in allen ausgelassenen Farben. Kann eine der Fehlfarben von keinem der beiden Spieler kontrolliert werden, so wird die Reizung mit 4 in Fitfarbe beendet (Vollspiel); ebenso, wenn aufgrund fehlender Stärke ein Schlemm trotz vorhandener Kontrollen zu unsicher erscheint.
Kontrollgebote sind künstlich und müssen daher alertiert werden.
Auf Kontrollgebote kann verzichtet werden, wenn klar ist, dass alle Farben kontrolliert werden; beispielsweise kann ein Spieler, der alle drei Fehlfarben kontrolliert, bei bestätigtem Fit sofort 4NT reizen (Blackwood), um das Vorhandensein der Schlüsselkarten (siehe dort) zu überprüfen.
Im deutschen Reizungssystem FORUM D PLUS 2015 werden Kontrollgebote offiziell als Cue-Bids bezeichnet. Der Begriff ist nicht zu verwechseln mit den Cue-Bids in der Gegenreizung, bei denen man die Farbe des Gegners reizt, um bestimmte (meist starke) Handtypen anzuzeigen.

##### Blackwood
Blackwood ist eine Konvention, die in der Schlemmreizung verwendet wird. Es gibt unterschiedliche Varianten. Wurde ein Fit sowie die gemeinsame Stärke für einen Schlemm festgestellt, so dient das Gebot 4NT dazu, den Partner zu fragen, wie viele Asse er hält.
Dies ist erforderlich, da bei einem Kleinschlemm nur ein Stich an die Gegner gehen darf und bei einem Großschlemm gar keiner. Die Asse dürfen sich daher nicht bei den Gegnern befinden. Fehlt eines der Asse, ist nur noch maximal ein Kleinschlemm möglich. Fehlen zwei, ist kein Schlemm spielbar.
Die am häufigsten verwendete Variante heißt RKCB (Roman Key Card Blackwood). Hierbei wird nicht von Assen, sondern von Schlüsselkarten gesprochen. Es gibt 5 Schlüsselkarten; diese sind die 4 Asse und der Trumpfkönig:
| Antwort auf 4NT | Bedeutung                                                            |
| --------------- | -------------------------------------------------------------------- |
| 5♣              | 0 oder 3 Schlüsselkarten                                             |
| 5♦              | 1 oder 4 Schlüsselkarten                                             |
| 5♥              | 2 oder 5 Schlüsselkarten, keine Trumpfdame                           |
| 5♠              | 2 oder 5 Schlüsselkarten + Trumpfdame (oder eine zehnte Trumpfkarte) |

Der Fragende kann nun feststellen, wie viele Schlüsselkarten fehlen. Es existieren weitere Fragegebote für die Trumpfdame sowie die Könige in den Fehlfarben.
Ein Ass in einer Fehlfarbe ist entbehrlich, wenn einer der Spieler ein Chicane in dieser Farbe hat und diese Farbe daher schnappen kann. Daher gibt es Varianten von RKCB, die sowohl dem Fragenden, als auch dem Antwortenden ermöglichen, ein Chicane anzuzeigen.
Für NT-Spiele gibt es analog die Gerber-Konvention, die jedoch nicht von allen Paaren gespielt wird. Hierbei fragt 4♣ nach der Anzahl der Asse des Partners; die nächsten vier Gebote signalisieren 0/4, 1, 2 bzw. 3 Asse.
Ein Paar vereinbart vor dem Spiel, welche Konventionen es verwendet. Gibt ein Spieler ein künstliches Gebot ab, muss sein Partner die Gegner durch alertieren darauf aufmerksam machen.

##### Ausspielmarken
Kontrieren (X) eines künstlichen Farbgebots fordert üblicherweise den Partner auf, die Farbe des kontrierten Gebots aufzuspielen, sobald er ans Ausspiel kommt. Die Gegenpartei kann so unter Umständen einen Weg signalisieren, den gegnerischen Kontrakt zu Fall zu bringen. In der Regel besitzt der Kontrierende in der kontrierten Farbe entweder ein Chicane und will abstechen („schnappen“), oder aber er hält eine Länge in dieser Farbe und möchte dem Partner ermöglichen zu schnappen.
Auch ein Strafkontra gegen NT-Gebote kann in bestimmten Bietsequenzen ein ungewöhnliches Aufspiel verlangen. (Dies wird auch als Lightner-Kontra bezeichnet.)
Nachteilig ist, dass die spielende Partei durch Ausspielkontras oder auch Opfergebote zusätzlichen Bietraum bekommt, da der nächste Spieler kontrieren (nach Gebot) bzw. rekontrieren (nach Kontra) oder passen kann, ohne dass die Reizung beendet wird. Die Konventionen DOPI und ROPI nutzen dies beispielsweise aus, wenn der Gegner nach der 4NT-Reizung (Blackwood) des Partners stört. Die vierstufigen Antworten werden dadurch kompakter zu: X/XX, pass, nächstes Gebot, übernächstes Gebot.

#### Forcierende Gebote
Ein forcierendes Gebot zwingt den Partner zu einem weiteren Gebot, d. h., dieser darf nicht passen. Ein Spieler gibt es ab, falls er ein starkes Blatt hält und er ein Vollspiel nicht ausschließen kann oder fix erreichen will. Das verwendete Bietsystem bestimmt, welche Gebote forcierend sind und ob das Forcing für eine Runde oder bis zum Erreichen eines Vollspiels gilt. Häufig ist das Bieten einer neuen Farbe forcierend.
Zeigt ein Gebot (in Verbindung mit den Geboten des Partners) an, dass das Paar gemeinsam mindestens 25 Punkte hält oder anderweitig die Stärke für ein Vollspiel festgestellt wird, so ist dieses Gebot game forcing, d. h. der Partner kann nicht passen, solange kein Vollspiel erreicht ist. Die einzige Ausnahme ist ein Teilkontrakt von 4 in Unterfarbe, falls die Stärke für 3NT vorhanden ist, aber ein Stopper in einer Farbe fehlt und weder ein Oberfarbfit noch die Stärke für ein Unterfarb-Vollspiel (5er-Stufe) vorhanden ist.

#### Sperrgebote
Ein Sperrgebot (Barrage) soll dem Gegner das Finden des optimalen Kontrakts erschweren. Sie zeigen im Allgemeinen eine schwache Hand (weniger als Eröffnungsstärke) mit einer langen Farbe und Figuren in dieser Farbe.
Am häufigsten sind Weak Two-Gebote: In vielen Bietsystemen zeigt die Eröffnung mit 2 in Oberfarbe eine Hand mit ca. 6–10 Punkten und 6 schönen Karten in der gereizten Farbe.
Sperrgebote werden auch auf Dreier- oder Vierer-Stufe abgegeben, um dem Gegner möglichst viele Gebote (Bietraum) wegzunehmen. Dadurch kann dieser sein Blatt weniger genau beschreiben. Man hält in der Regel 7 (3er-Stufe) bzw. 8 (4er-Stufe) schöne Karten in der gereizten Farbe, mit wenig Extras in den Restfarben.

#### Kompetitive Gebote und Opfergebote
Kompetitive Gebote sind Gebote, deren einziger Zweck es ist, den Gegner seinen gereizten Kontrakt nicht spielen zu lassen bzw. den Gegner zum Überreizen zu verführen, da dieser ebenfalls ein weiteres Gebot auf höherer Stufe abgeben müsste, um das Spiel zu bekommen.
So kann etwa in der Sequenz
1♠ - p - 2♠ - 3♦
der Eröffner 3♠ mit einer geringeren Stärke reizen, als für eine ungestörte Reizung von 3♠ notwendig wäre.
Damit verwandt ist das Opfergebot. Bei einem Opfergebot rechnet der Spieler nicht (oder zumindest nicht unbedingt) damit, den Kontrakt zu erfüllen. Das Opferspiel hat dennoch einen besseren Erwartungswert, da die eigenen Faller der Gegenpartei weniger Punkte einbringe, als wenn man die Gegenpartei ihren Kontrakt spielen lässt.
Damit der Erwartungswert des Opferspiels tatsächlich besser ist als der Kontrakt der Gegner, ist es wichtig, die Gefahrenlage zu berücksichtigen. Zudem muss man ein eventuelles Kontra der Gegner einkalkulieren. Optimal für ein Opferspiel ist Nichtgefahr der eigenen Partei bei gleichzeitiger Gefahr der Gegenpartei.
Das Opfergebot kann kompetitiv ohne Sprung oder mittels eines Sperrgebots erfolgen.

#### Bietsystem

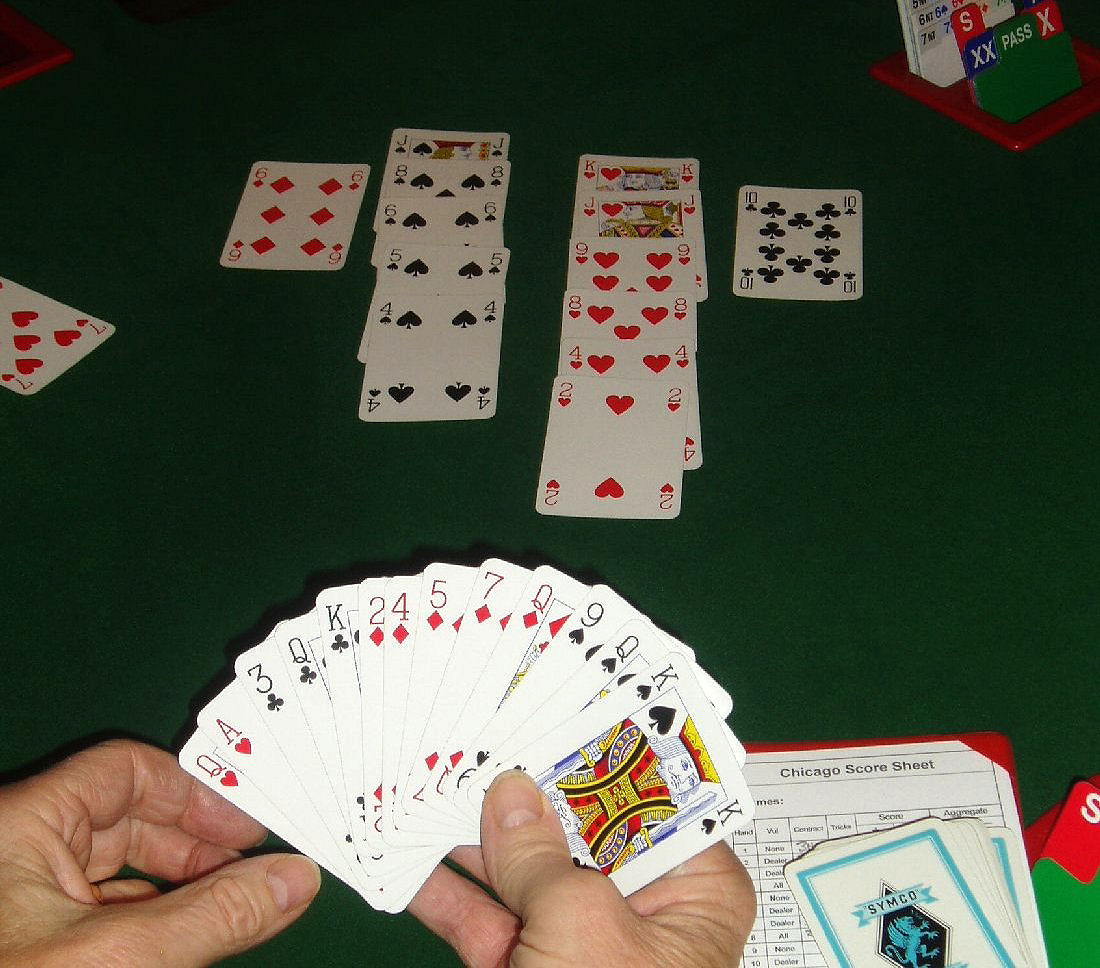
Alleinspieler mit einer Hand für 4 oder. Die Karten des Partners (Dummy) liegen nach dem Ausspiel der 7 auf dem Tisch. Mehr Stiche sind nicht möglich, weil drei Asse fehlen, die Gegenspieler also drei Sofortstiche haben.

Ein Bietsystem fasst alle Partnerschaftsvereinbarungen und Konventionen, die ein Paar beim Reizen verwendet, zusammen. In einem guten Bietsystem ist zumindest jedem Punktintervall ein Gebot zugeordnet, so dass es zu keinen Lücken kommt. Um präzisere Informationen übermitteln zu können, werden in Bietsystemen zusätzlich künstliche Gebote aufgenommen, die sich in die Logik des Grundsystems möglichst harmonisch einfügen. Ein Paar muss sich vor dem Spiel auf ein gemeinsames System einigen. Wie bei den Konventionen wurden und werden Bietsysteme erfunden und weiterentwickelt. Das verwendete System ist nicht geheim, sondern muss auf Verlangen dem Gegner offengelegt werden.
Es gibt eine Vielzahl von Systemen, teilweise unterscheiden sie sich nur geringfügig. Standard-Blätter werden bei den meisten Systemen gleich oder ähnlich gereizt. Eine eingespielte Partnerschaft hat üblicherweise genaue Kenntnis über die Feinheiten ihres Systems. Bei spontanen Partnerschaften kann es bei Nicht-Standard-Situationen aber durchaus zu Meinungsverschiedenheiten über die Bedeutung eines Gebots kommen.
Es gibt zwei große Klassen von Systemen:
- Natürliche Systeme: Bei einem natürlichen System ist eine Eröffnung von 1♣, 1♦, 1♥ und 1♠ ein natürliches Gebot. Natürliche Systeme lassen sich weiter unterteilen:
  - 4er-Farben (z. B. Acol, stark verbreitet in England oder den Niederlanden). Jede Farberöffnung verspricht mindestens vier Karten in dieser Farbe.
  - 5er-Oberfarben (z. B. American Standard oder Better Minor). Die Eröffnung von 1♥ oder 1♠ verspricht mindestens fünf Karten in dieser Farbe. Ohne 5er-Oberfarbe eröffnet man seine längere Unterfarbe (Better minor). Die Eröffnung mit Unterfarbe verspricht mindestens drei Karten in dieser Farbe. Mit gleich langen Unterfarben eröffnet man 1♣ bei jeweils drei Karten, mit 1♦ mit mindestens 4 Karten in jeder Unterfarbe.

In den letzten Jahren dominieren 5er-Oberfarben-Systeme.
Eine Besonderheit bei den auf 5er-Oberfarben basierenden Systemen besteht bei einer Hand mit 2 Treffs, 3 Karos, 4 Coeurs und 4 Piks: In Better minor wird diese Verteilung mit 1♦ eröffnet und ist die einzige Verteilung, die mit 1♦ eröffnet wird, aber nicht mindestens 4 Karos enthält. Anstelle von Better minor verwenden einige Systeme die 4er-Karo-Eröffnungen. Die genannte Verteilung würde hierbei mit 1♣ eröffnet; das Gebot 1♦ garantiert daher mindestens 4 Karos. Hierdurch zeigt das Gebot 1♣ jedoch nur noch minimal 2 Treffs, statt 3 wie in Better minor. Dies ist der einzige Unterschied zwischen Better minor und 4er-Karo.
- Starke Treff: Bei einem System mit starker Treff (z. B. Blue Club oder Precision) ist die Eröffnung von 1♣ ein konventionelles Gebot. Es zeigt ein starkes Blatt ab ca. 16 Punkten, aber mit beliebiger Verteilung. Die Eröffnung von 1♥ und 1♠ ist weiterhin natürlich mit mindestens einer 4er- (Blue Club) oder 5er-Länge (Precision) und ungefähr 11–15 Punkten. Mit einem solchen System lassen sich starke Hände einfacher reizen als mit einem natürlichen System, es ist aber anfälliger für Sperrgebote der Gegner.

In Deutschland hat der Deutsche Bridge-Verband das offizielle System des französischen Verbandes übernommen und modifiziert. Der Verband empfiehlt dieses Forum D genannte System den von ihm ausgebildeten Bridgelehrern und den ihm angeschlossenen Vereinen als Standardsystem auch zur Ausbildung von Anfängern. Das System kann mit zusätzlichen Konventionen erweitert werden, wie sie von starken Spielern bei großen und internationalen Meisterschaften verwendet werden. Auch hierfür hat der Verband einen Standard, Forum D Plus, entwickelt.

### Techniken beim Spiel
Obwohl alle Spieler 26 Karten sehen, gilt das Spiel des Alleinspielers als einfacher als das der Gegenspieler. Ersterer kennt alle Karten seiner Partei und damit genau seine Stärken und Schwächen.
Beispielsweise sieht er, in welcher Farbe seine Partei gemeinsam die meisten Karten hat und wo am besten Zusatzstiche entwickelt werden können. Für einen Gegenspieler ist es zwar auch üblich, von seiner längsten Farbe auszuspielen, um dort Längenstiche zu entwickeln, es besteht aber immer die Gefahr, dass sein Partner eine noch längere – und damit geeignetere – Farbe besitzt oder auch die gespielte Farbe nicht unterstützen kann.
Um ein Spiel zu gewinnen, stehen in der Regel verschiedene Spielmöglichkeiten zur Verfügung, bei denen unter anderen die unten beschriebenen, grundlegenden Techniken zum Einsatz kommen. Um die beste Variante zu wählen, ist es notwendig
- Rückschlüsse auf die Kartenverteilung aus dem Reizen und dem Spielverlauf zu ziehen,
- verschiedene mathematische Wahrscheinlichkeiten über die Verteilung der Karten in den Gegnerhänden zu berücksichtigen,
- sich die gespielten Karten zu merken.

Typischerweise wartet der Alleinspieler vor seinem ersten Zug eine Weile, nachdem der Dummy aufgelegt wurde. In dieser Zeit schaut er sich die Qualitäten und Verteilungen aller vier Farben in beiden Händen genau an und überlegt sich, mit welchen Karten, in welcher der beiden Hände und in welcher Reihenfolge er die gebotene Anzahl Stiche macht (man sagt, er „macht einen Spielplan“).

#### Figurenstiche
Figurenstiche sind Stiche, die mit hohen Karten gemacht werden. Man unterscheidet zwischen Sofortstichen und Stichen, die erst entwickelt werden müssen. In Pik haben OW zwei Sofortstiche: Ass und König. In Cœur können sich OW drei Figurenstiche entwickeln: West spielt den König, sollte Nord mit dem Ass stechen, kann West in der Folge, wenn er wieder zu Stich kommt, mit Dame, Bube und 10 drei Stiche machen. Stechen die Gegner nicht mit dem Ass, kann das Manöver einfach mit der Dame und gegebenenfalls mit dem Buben wiederholt werden.
Figurenstiche ohne das Ass als Toppfigur können in Farben mit einer längeren lückenlosen Folge (Sequenz) entwickelt und erzielt werden, wenn man die Möglichkeit hat, ein zweites Mal ans Spiel zu kommen.
| Nord      | Süd   |
| --------- | ----- |
| ♣ A D B 5 | ♣ K 2 |

Wenn man nicht darauf achtet, kann es passieren, dass man sich bei der Entwicklung von Figurenstichen blockiert. Würde Nord im Beispiel zuerst das ♣A spielen und danach die ♣5 zum ♣K, könnte sie in derselben Farbe nicht mehr auf die Nord-Seite gelangen, weil in der Süd-Hand keine kleine Karte mehr vorhanden ist, um D und B zu erreichen.
| Nord    | Süd |
| ------- | --- |
| ♣ A D B | ♣ K |

Manchmal muss man sogar eine hohe Karte „opfern“, um auf der längeren Seite alle Stiche erreichen zu können. Im Beispiel muss man den ♣K unter das As werfen, um die übrigen Stiche zu gewinnen. Es kommt beim Abspiel also häufig darauf an, dass man die Karten in der richtigen Reihenfolge spielt. Allgemein gilt die Regel, dass man Figuren zuerst auf der „kurzen Seite“ spielt, um eine Blockade zu vermeiden.

#### Längenstiche
Wird eine Farbe so lange gespielt, bis die Gegner keine Karten in dieser Farbe mehr haben, kann ein Spieler mit den restlichen Karten in dieser Farbe Stiche machen, obwohl diese sehr niedrig sein können (sollte es eine Trumpffarbe geben, können die Gegner allerdings immer noch mit Trumpf stechen).
Spielt West in Pik Ass, König und Dame ab, besitzen NS keine Karten in Pik mehr. West macht in der Folge noch zwei Längenstiche mit ♠2 und ♠3.
Ob und wie viele Längestiche gemacht werden, ist sehr von der Verteilung der fehlenden Karten abhängig: In Cœur kann Ost keine Längenstiche machen, denn nach dem Abspiel von Ass, König und Dame besitzt Süd noch den Buben und die ♥10 und sticht damit ♥3 und ♥2. Je mehr Karten eine Partei in einer Farbe besitzt, desto höher ist die Wahrscheinlichkeit, Längenstiche zu machen.
| Nord        | Süd     |
| ----------- | ------- |
| ♥ A K 9 8 5 | ♥ 7 6 2 |

Zur Entwicklung von Längenstichen kann es erforderlich sein, zunächst einmal den Gegner ins Spiel zu bringen, um später nach einem Wiedereinstieg in einer anderen Farbe die Länge zu nutzen. Im Beispiel haben NS acht Karten in ♥. Die Gegner haben somit fünf ♥-Karten. Diese sind vermutlich (mit einer Wahrscheinlichkeit von 68 %) 3 – 2 verteilt. Wenn Nord bei einer solchen Verteilung nach dem Abspiel von Ass und König ein kleines ♥ spielt und später wieder ans Spiel kommt, kann er die verbliebenen beiden kleinen ♥-Karten als zusätzliche Längenstiche gewinnen.

#### Impass oder Schnitt
Ein Schnitt wird gespielt, falls zwischen zwei Figuren eine fehlt. Man spricht von einer Gabel. Um zu verhindern, dass NS mit dem Pik-König einen Stich machen, spielt West die ♠2 aus, Ost spielt die Dame in der Hoffnung, dass Nord den König besitzt. In diesem Fall machen OW 2 Stiche (Dame und Ass). Hat Süd den König, wird er damit die Dame stechen und OW machen nur mit dem Ass einen Stich.
Nähme Ost sofort das Ass, erzielte er immer nur einen Stich, unabhängig davon, ob der König bei Nord oder Süd sitzt, denn die Gegner werden den König nicht unter das Ass legen. Ein Impass gegen den König hat eine Erfolgschance von 50 % auf einen zusätzlichen Stich.
Es gibt eine Vielzahl von Varianten, z. B. den Impass gegen die Dame: A K B zu 4 3 2. Hier hofft man, dass die Dame vor dem Buben sitzt und man einen dritten Stich mit dem Buben macht.
Hat man mit dem Tisch zusammen neun Trumpfkarten mit Ass und König, sollte man auf einen Schnitt verzichten und Trumpf von oben ziehen, weil die Wahrscheinlichkeit, dass die Dame single oder double sitzt, über 50 % liegt.
Der wiederholte Schnitt
| Ost     | West    |
| ------- | ------- |
| ♦ A D B | ♦ 8 5 3 |

Manchmal kann man einen Schnitt wiederholen und so drei anstatt nur zwei Stiche gewinnen. Im Beispiel legt West klein ♦ vor, und Ost nimmt den ♦-Buben. Wenn dieser hält, bringt Ost seinen Partner in einer anderen Farbe wieder zu Stich, und West kann den Schnitt wiederholen.
Vorlegen einer Figur
| Nord      | Süd      |
| --------- | -------- |
| ♠ A D 7 6 | ♠ B 10 4 |

Es gibt Konstellationen, in denen man darauf verzichten kann, einen Übergang zum wiederholten Schnitt in einer neuen Farbe zu suchen. Wenn Süd den ♠-Buben vorlegt, kann Nord klein bleiben, falls West das Ausspiel nicht mit dem König deckt. Steht der König nicht bei Ost, kann Süd den Schnitt mit der ♠-10 wiederholen. Deckt West nun den Stich mit dem ♠-König, kann Nord den Stich gewinnen. NS haben drei Stiche gemacht, falls der König vor der Gabel saß. Eventuell haben sie dabei sogar noch einen zusätzlichen Längenstich entwickelt, wenn die ♠-Karten der Gegner 3 – 3 verteilt saßen (Wahrscheinlichkeit 36 %).
Doppelschnitt
| Nord     | Süd     |
| -------- | ------- |
| ♠ A B 10 | ♠ 9 8 4 |

Das Prinzip des Schnitts kann man gelegentlich gleich zweimal anwenden. Die Wahrscheinlichkeit, dass beide fehlende Figuren bei Ost sitzen, liegt nur bei 25 %. Wenn Süd zweimal klein zu Nord spielt, können NS mit 75 % eine der beiden fehlenden Figuren durch einen Schnitt unschädlich machen.
| Ost      | West    |
| -------- | ------- |
| ♠ A K 10 | ♠ 9 8 4 |

Mit A K 10 kann man möglicherweise bei einem Doppelschnitt sogar die 10 hoch spielen, wenn D B beide bei Nord liegen. Die Chance hierauf liegt bei 25 %.
| Nord     | Süd     |
| -------- | ------- |
| ♣ A D 10 | ♣ 6 5 2 |

Hat man eine Doppelgabel, kann man mit dem sogenannten Tiefschnitt arbeiten, indem man in der ersten Runde auf die 10 schneidet. In 75 % aller Fälle gewinnt man zwei Stiche, immerhin in 25 % sogar drei Stiche.

#### Expass
Der Expass funktioniert ähnlich wie der Impass, es fehlt allerdings die höchste Karte. Der Expass ist ein indirekter Schnitt, bei dem eine Konstellation besteht, in der der Gegenpartei ein Impass misslingen würde. Die Karte, mit der man den Stich machen möchte, sitzt immer hinter der höheren Karte des Gegners und ist nicht blank. Die Gegner machen somit immer zumindest einen Stich.
Im Beispiel spielt West die ♠2 aus, und Ost nimmt den König in der Hoffnung, dass Nord das Ass hat. Ist das Ass im Blatt von Süd, machen OW nie einen Stich, unabhängig von der gewählten Spielweise. Auch der Expass gegen eine höhere Karte hat eine Chance von 50 %. Eine typische Spielsituation ist, dass man auf der einen Seite ein Ass mit mehreren kleinen Karten und auf der anderen Seite die Dame mit mehreren kleinen Karten hält. Man kann mit der Dame nur einen Stich gewinnen, wenn man klein zur Dame spielt und der dahinter sitzende Spieler den König nicht hat. Verzichtet man auf den Expass, beraubt man sich einer 50%igen Chance, einen Stich zu gewinnen.
Der doppelte Expass
| Nord    | Süd     |
| ------- | ------- |
| ♦ K B 3 | ♦ 9 7 5 |

Auch beim Expass gibt es Situationen, in denen man durch zweimaliges Spiel einen doppelten Coup erreichen kann. Man spielt von Süd klein zum Buben. Sitzen sowohl Ass als auch Dame bei West, gelingt sogar eine Kombination aus Schnitt (Impass) und Expass. Auf Nord können zwei Stiche gewonnen werden. Sitzt das Ass bei West und die Dame bei Ost, verliert man den ersten Stich an die Dame, kann aber im zweiten Anlauf zumindest den König durchbringen. Nur wenn Ost sowohl Dame als auch Ass hält, gewinnt man mit K B x keinen Stich. Wichtig ist – wie bei allen Formen von Expass und Impass –, dass man mit einer kleinen Karte zum Bild spielt. Würde NS hingegen von den Figuren ausspielen, gingen alle Stiche verloren.

#### Schnappen
In Spielen mit Trumpf können kleine Karten, die der Gegner stechen kann, durch Einsatz von Trümpfen geschnappt werden.
Pik ist Trumpf: West spielt ♥2 und Nord das Herz-Ass. Ost spielt die ♠9 und gewinnt damit den Stich. Ost spielt nun die ♦2 aus, Süd gibt das Karo-Ass zu, und West schnappt mit der ♠8.
Der Alleinspieler versucht üblicherweise, Schnapper der Gegenspieler zu verhindern, indem er frühzeitig die Trumpffarbe spielt und dem Gegner dadurch seine Trümpfe nimmt. Andererseits wird der Alleinspieler selbst versuchen, durch Schnappen zusätzliche Stiche zu gewinnen.
| Nord        | Süd     |
| ----------- | ------- |
| ♥ A K D 9 7 | ♥ 4 3 2 |
| ♣ A 10 6    | ♣ 8     |

Die am häufigsten verfügbare Form, wie der Alleinspieler mit Schnappen Zusatzstiche erzielen kann, ist das Stechen mit der kurzen Trumpfseite. Im einfachen Beispiel ist Coeur Trumpf. Nachdem der Alleinspieler zu Stich gekommen ist, zieht er das ♣-Ass ab und lässt eine kleine Treff-Karte folgen, die er mit einem Coeur auf Süd schnappt. Nach dem Rückspiel in Coeur zum Ass spielt er erneut Treff und gewinnt so auch den dritten ♣-Stich. NS erzielen so sieben Stiche in Coeur. Hätte Nord direkt Trumpf mit seinen hohen Karten gezogen, wären die kleinen Coeur bei Süd unter die hohen Trumpfkarten gefallen, und die Gegner hätten die Möglichkeit auf zwei Treffstiche behalten.
Schnappen in der langen Hand bringt in der Regel keine Zusatzstiche. Anders verhält es sich beim „umgekehrten Tisch“ (Dummy reversal). Wenn von der langen Hand durch Schnappen mehr Stiche erzielbar sind als auf der kurzen Hand, kann es sinnvoll sein, statt Trumpf zu ziehen, mit der langen Hand zu schnappen. Ein Sonderfall ist der, dass man durch ein Stechen überkreuz (Cross ruff) mehr Stiche erzielen kann als durch Ziehen der Trümpfe. Voraussetzung ist hier, dass man in der Hand und am Tisch jeweils eine Nebenfarbe hat, die auf der einen Seite lang und auf der anderen Seite kurz ist. Zudem müssen die Trümpfe hoch genug sein, damit der Gegner nicht durch Zwischenstechen die eigene Aktion stören kann. Denn wenn die eigenen Karten ungleichmäßig verteilt sind, muss man damit rechnen, dass dies auch beim Gegner der Fall ist; andernfalls hat man Glück gehabt.

### Gegenspiel

#### Ausspiel
Für die Gegenspieler ist eine der wichtigsten Aufgaben, ein für den Alleinspieler ungünstiges Ausspiel zu finden. Mit einem für die eigene Seite ungünstigen Ausspiel kann man leicht dem Alleinspieler helfen, sich einen zusätzlichen Stich zu verschaffen, indem man in eine Gabel spielt oder ihm sogar hilft, eine Länge zu entwickeln. Um so etwas zu vermeiden, gibt es Faustregeln, was man normalerweise tun oder in jedem Fall unterlassen sollte. So gilt oft, dass man nicht die vom Gegner gereizten Farben spielen sollte, denn da hat dieser seine Stärken.
Hat der Partner im Verlaufe der Reizung ein Gebot abgegeben, sollte man in vielen Fällen diese Farbe ausspielen, weil der Partner hier vermutlich Stärken und eine gewisse Länge hat. Zudem besteht die Gefahr, dass der Alleinspieler kleine Karten in der Stärke seiner Gegner abwirft, wenn er erstmal am Spiel ist. Hat der Partner nicht gereizt, sollte man versuchen, eigene Stiche zu entwickeln. Dafür gut geeignet sind Sequenzen (KDB, DB10 oder B10 9x). Man vermeidet damit eine Gabel beim Gegner, und bei wiederholtem Spiel der Farbe hat man Figurenstiche entwickelt, weil die nächsten Karten der Sequenz das Spiel des Alleinspielers stoppen können.
Fast immer vermeiden sollte man das Ausspiel eines leeren Asses, d. h. einer Farbe, in der man neben dem As nur kleine Karten hält. Die Gefahr, dass hierbei der Alleinspieler den König in dieser Farbe hält, ist relativ groß. Mit dem Ausspiel des Asses erhält der Alleinspieler nun einen sicheren Stich.
Es gibt eine Vielzahl von weiteren Regeln zum Ausspiel, mit denen man seine Chancen im Bridge deutlich verbessern kann. Ein sicheres Ausspiel hilft einem Spieler sehr schnell, seine Spielstärke im Bridge zu verbessern und vor allem in Turnieren besser abzuschneiden.

#### Markieren
Die Gegenspieler tauschen durch die Reihenfolge, in der kleine Karten gespielt werden, oder durch den konkreten Wert einer Karte Informationen über ihr Blatt aus. Diese Technik heißt Markieren.
- Die einfachste Art der Markierung ist eine sogenannte direkte Markierung, es wird vereinbart, ob der Abwurf einer kleinen oder hohen Karte in dieser Farbe anzeigt, dass der Partner bei nächster Möglichkeit diese Farbe spielen soll. Entsprechend wird dies als niedrig bzw. hoch positiv bezeichnet. Der jeweilig andere Wert zeigt somit ein Desinteresse daran, dass der Partner diese Farbe spielen soll.
- Längenmarken geben Hinweis über Anzahl an Karten in einer bestimmten Farbe. Es gibt zwei grundlegende Systeme. Im ersten zeigt eine hohe Karte, gefolgt von einer kleinen Karte, eine gerade Anzahl in dieser Farbe. Im zweiten Fall ist dies entsprechend umgekehrt. Hierbei sind regionale oder nationale Vorlieben für die eine oder andere Art der Längenmarkierung zu bemerken. Es gibt kein absolut bestes System der Längenmarken.
- Farbvorzugssignale (auch: Lavinthalmarken) zeigen in dem Fall, dass in einem Farbkontrakt eine Farbe nicht mehr bedient werden kann, durch den Abwurf einer Karte die gewünschte der beiden verbleibenden Farben. Spielt der Gegner beispielsweise ♠ und einer der Gegenspieler kann nicht mehr bedienen, so zeigt der Abwurf einer kleinen ♦-Karte (2, 3 oder 4), dass sein Partner bitte ♣ (die niedrigere Restfarbe) und der Abwurf einer hohen ♦-Karte (7, 8 oder 9), dass sein Partner bitte ♥ (die höhere Restfarbe) spielen soll, sollte er zu Stich kommen.
- Weitere Markierungssysteme unterscheiden z. B. zwischen geraden bzw. ungeraden Kartenwerten, sogenannte italienische Markierung. (gerade=negativ, ungerade=positiv)

Die Markierungsvereinbarungen müssen dem Alleinspieler auf Verlangen bekanntgegeben werden.
Beispiel: Süd ist Alleinspieler im Kontrakt von 4♥. West spielt das ♠A aus und sieht, dass am Tisch kein Pik mehr ist. Pik weiterzuspielen ist sinnlos, denn der Alleinspieler würde schnappen. Die Trumpffarbe zu spielen, ist üblicherweise schlecht, denn der Alleinspieler hat dort viele Figuren. Ost kann hier eine Lavinthalmarke geben: Mit einer hohen Pik-Karte (z. B. der ♠10) zeigt er Figuren in der höheren der verbleibenden Farben, von Karo und Treff also Karo. West kann nun Karo weiterspielen, OW machen mit ♦A, ♦K und ♦B noch drei Stiche in Karo und bringen 4♥ damit zu Fall. Bei jedem anderen Nachspiel hätte Süd den Kontrakt mit sechs Cœur- und vier Treff-Stichen erfüllt. Eine niedrige Pik-Karte von Ost (hier z. B. die ♠3) hätte Figuren in der niedrigeren Farbe, Treff, gezeigt.

## Fehler im Spielablauf

### Ausspiel von der falschen Seite
Gelegentlich kommt es vor, dass der falsche Gegner zum ersten Stich ausspielt. Liegt die ausgespielte Karte mit der Bildseite nach oben auf dem Tisch, so hat der Alleinspieler im Wesentlichen folgende Möglichkeiten:
- Er legt seine Karten als Dummy auf den Tisch und lässt seinen Partner spielen.
- Er verlangt die Farbe vom richtigen Ausspieler, dieser ist dazu verpflichtet, diese Farbe auszuspielen. Die falsch ausgespielte Karte wird dabei zurückgenommen.
- Er verbietet die Farbe. Der richtige Ausspieler darf diese Farbe nicht spielen, solange er bei Stich ist, die falsch ausgespielte Karte geht auch hier ins Blatt zurück.
- Er erklärt die falsch ausgespielte Karte zur Strafkarte. Diese bleibt offen liegen und muss bei der ersten Gelegenheit ausgespielt oder zugegeben werden.

Diese Möglichkeiten hat der Alleinspieler auch, wenn im Laufe der Durchführung der Partie der Gegner von der falschen Seite ausspielt. Ein falsches Ausspiel darf hingegen straflos zurückgenommen werden, wenn verdeckt ausgespielt wurde, die Karte also mit der Bildseite nach unten auf den Tisch gelegt wurde.

### Revoke – Nichtbedienen
Als Revoke bezeichnet man das Nichtbekennen einer Farbe, obwohl man noch Karten der gewünschten Farbe hält. Das Revoke wird in § 61–64 der Turnierbridge-Regeln behandelt. Ein Spieler muss sein Revoke berichtigen, wenn er es bemerkt, bevor es vollendet ist. Als „vollendet“ bezeichnet man das Revoke, wenn der schuldige Spieler oder sein Partner zum nächsten Stich ausgespielt oder zugegeben hat, ohne dass das Revoke korrigiert wurde oder wenn ein Gegenspieler seinen Partner fragt, ob dieser keine Karte in der gespielten Farbe mehr hält.
Um ein unvollendetes Revoke zu berichtigen, nimmt der schuldige Spieler die fälschlich gespielte Karte zurück und bedient mit einer anderen, beliebigen Karte die Farbe. Ist der schuldige Spieler ein Gegenspieler, so wird die zurückgenommene Karte zu einer Strafkarte, das bedeutet, sie muss offen sichtbar vor dem Spieler liegen bleiben und bei der ersten Gelegenheit zugegeben oder ausgespielt werden, Karten des Tisches oder Alleinspielers können keine Strafkarten werden, sie dürfen straflos zurückgenommen werden.
Wird der Stich mit dem unvollendeten Revoke eines Gegenspielers vom Partner des schuldigen Gegenspielers gewonnen, so hat der Alleinspieler dieselben Rechte wie beim Ausspiel von der falschen Seite:
- Er kann die Farbe der falsch zugegebenen Karte verlangen. Das bedeutet, dass der Gegenspieler diese Farbe ausspielen muss.
- Er kann diese Farbe verbieten. Der Gegenspieler muss demnach eine andere Farbe ausspielen
- Er erklärt die falsch ausgespielte Karte zur Strafkarte. Diese bleibt offen liegen und muss bei der ersten Gelegenheit ausgespielt oder zugegeben werden.

Ist ein Revoke vollendet, so darf es nicht mehr berichtigt werden, es sei denn, es fand im zwölften, also vorletzten, Stich statt. Als Strafe für das vollendete Revoke werden der schuldigen Partnerschaft ein oder zwei Stiche abgezogen.
- Gewinnt der schuldige Spieler den Stich, so werden nach Beendigung des Spieles der Revoke-Stich und ein weiterer der von der schuldigen Partnerschaft nach dem Revoke gewonnenen Stiche der nichtschuldigen Seite zugesprochen.
- Gewinnt der schuldige Spieler den Stich nicht, so wird der Revoke-Stich, wenn ihn der Partner des schuldigen Spielers gewinnt, oder irgendein anderer nach dem Revoke gewonnener Stich der nichtschuldigen Seite zugesprochen.

Kommt der Turnierleiter hingegen nach einem vollendeten Revoke zur Auffassung, dass die nichtschuldige Partnerschaft durch diese Strafen nicht ausreichend entschädigt ist, so kann er auch ein „adjustiertes“ Ergebnis zuweisen.
Um vollendete Revokes zu verhindern, darf der Alleinspieler einen Gegenspieler, der nicht Farbe bekannt hat, fragen, ob dieser noch eine Karte der ausgespielten Farbe hat, die Gegenspieler dürfen aber nicht sich gegenseitig fragen, ebenso dürfen der Strohmann und die Gegenspieler den Alleinspieler fragen.

## Turnierbridge

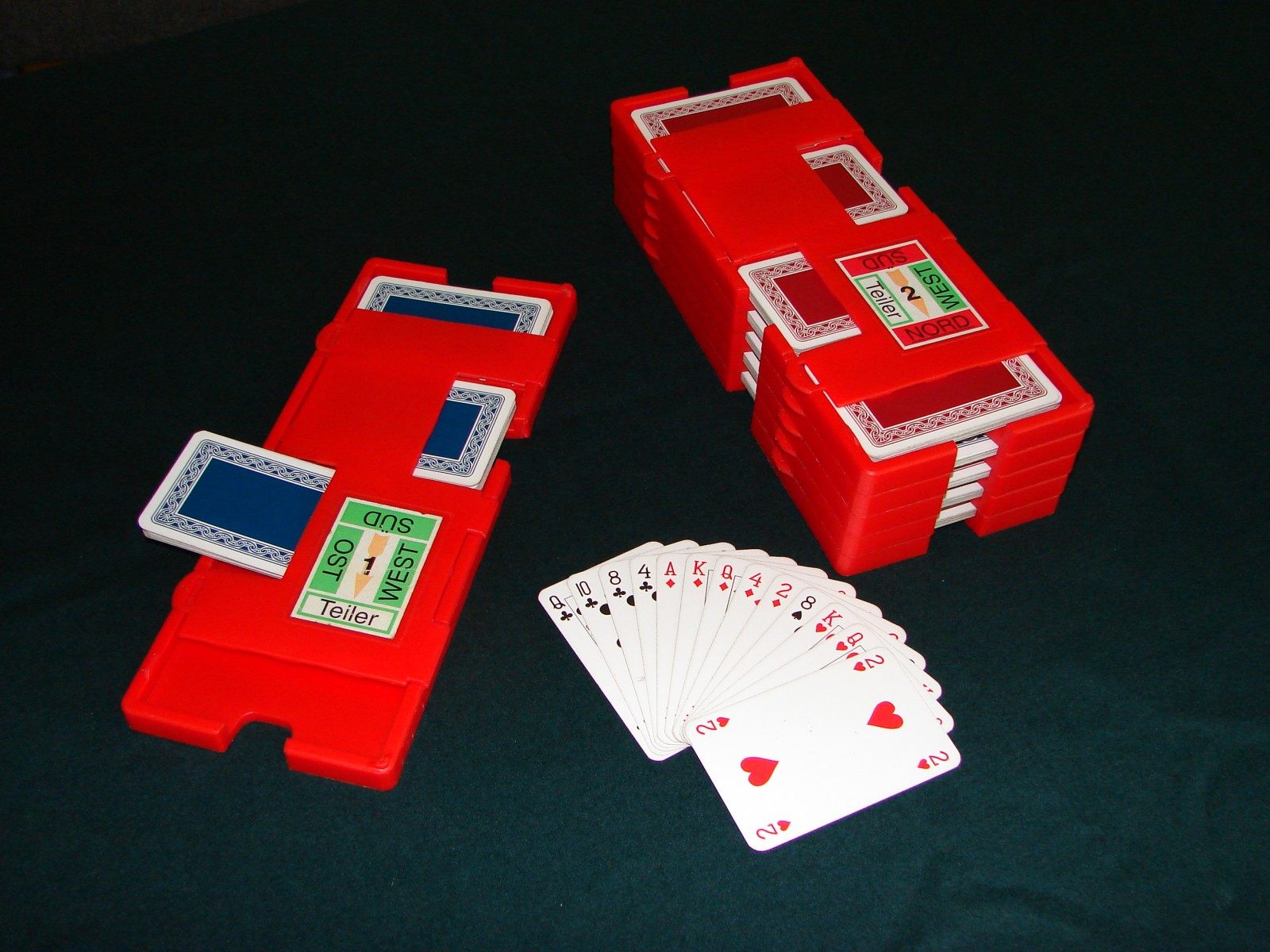
Boards: links Board Nr. 1, Nord ist Teiler, niemand in Gefahr (grüne Markierung); rechts Board Nr. 2, Ost ist Teiler, NS in Gefahr (rote Markierung), OW nicht in Gefahr

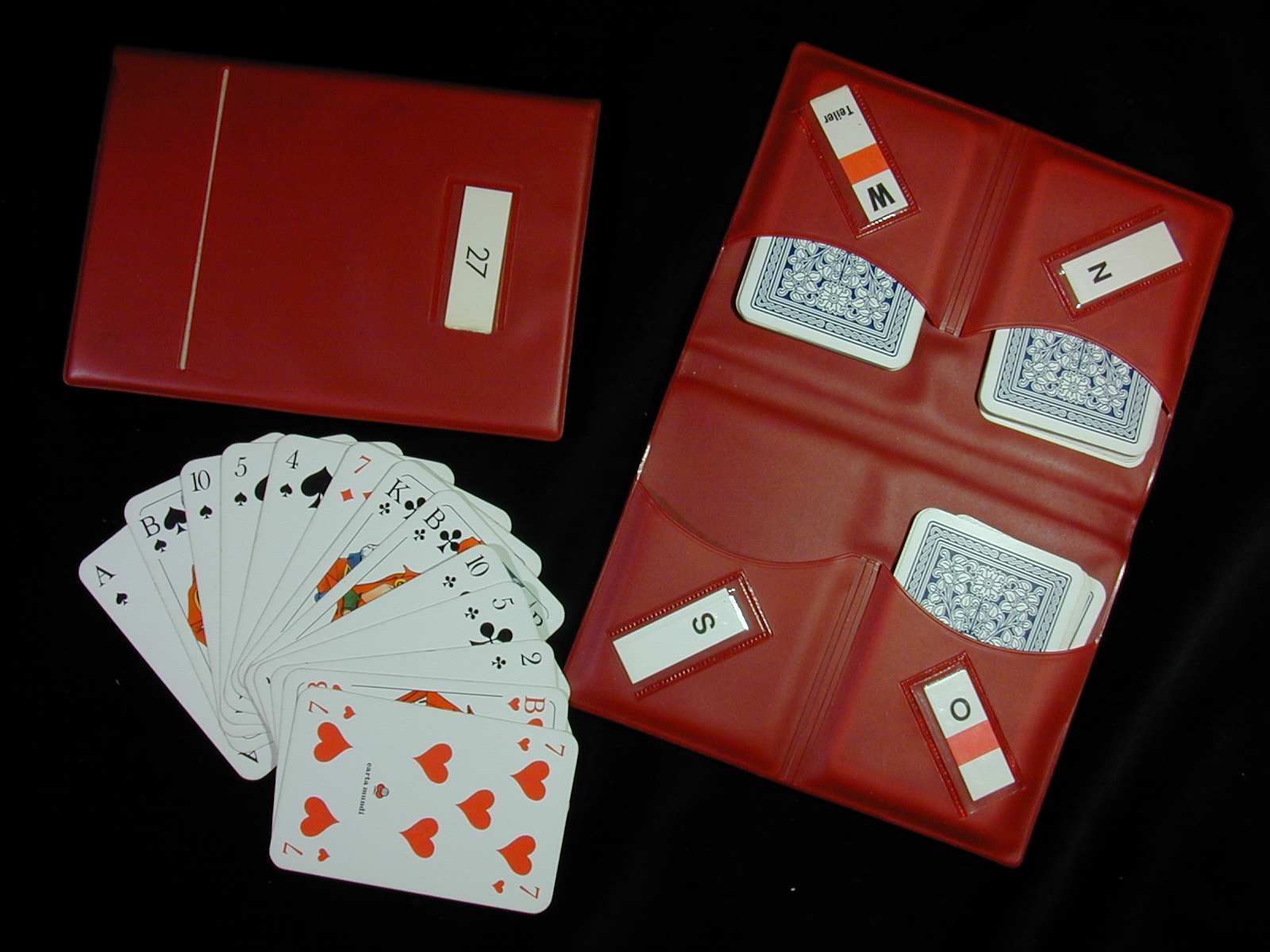
Boards: Rechts ist West Teiler, NS nicht in Gefahr, OW in Gefahr (rote Markierung).

Im Bridge werden häufig Turniere abgehalten. Jede Partie wird dabei mehrmals von verschiedenen Paaren gespielt – daher auch die englische Bezeichnung Duplicate Bridge. Für die Endabrechnung werden die Ergebnisse der einzelnen Paare untereinander verglichen. Wie hoch der Glücksfaktor dabei ist, hängt dabei stark von der Turnierform ab. Ein Paar kann auch gewinnen, wenn es während des ganzen Turniers nur schlechte Karten gehabt hat, indem es mit diesen schlechten Karten mehr Stiche macht als die anderen Paare, die diese schlechten Karten bekommen.
Um eine Partie öfter spielen zu können, werden Boards verwendet. Dabei handelt es sich um Kunststoff-Boxen oder -Hefte mit vier Fächern für die Blätter der vier Spieler. Die Spieler nehmen ihre Karten aus dem Board, spielen die Partie, wobei die Karten nicht vermischt werden, und stecken die Karten nach der Partie zurück. In der nächsten Runde wird das Board an einem anderen Tisch von anderen Spielern gespielt. Auf den Boards sind die Himmelsrichtungen für die Spieler, die Gefahrenlage und der Teiler aufgedruckt. Bei größeren Turnieren werden die Boards schon vorab gemischt. Dies nennt man auch vorduplizieren. Das Vorduplizieren geschieht meist mit einer Dupliziermaschine, die die Karten automatisch in die Boards einordnet. Bei kleineren Turnieren, insbesondere Hausturnieren oder Teamturnieren werden die Boards zu Beginn des Turniers bzw. im Falle des Teamturniers zu Beginn jeder Runde einmal von den Spielern handgemischt.

### Screens

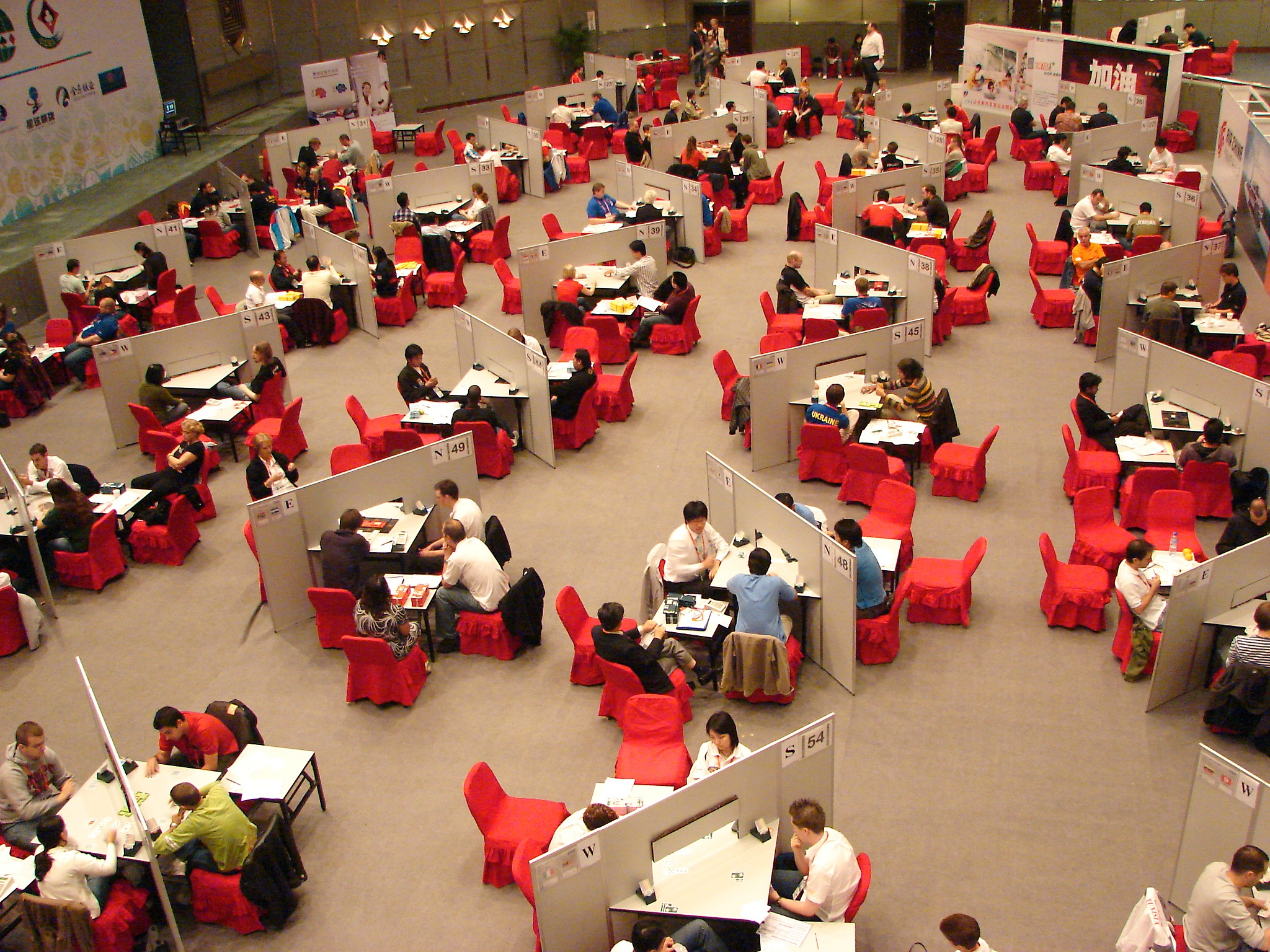
Internationales Großturnier, bei dem hinter Screens gespielt wird

Turniertisch mit Sichtschirm (Screen)

Um Falschspiel zu verhindern, gibt es bei größeren Turnieren als Screens bezeichnete Sichtschirme, die schräg über den Bridgetisch aufgestellt werden und verhindern, dass man seinen Partner sieht. Dadurch ist es beispielsweise unmöglich, dem Partner durch verschiedene Gesten oder durch die Art, Lizitkarten aus der Bidding Box zu legen, mitzuteilen, wie das eigene Blatt aussieht. Um zu verhindern, dass sich Spieler mit ihren Füßen Gesten geben, werden manchmal Screens verwendet, die auch unter dem Tisch die beiden Partner voneinander abschirmen. In der Mitte befindet sich zwischen Tisch und Screen ein schmaler Schlitz, durch den der Schlitten, auf dem das Board und die Lizitkarten liegen, während des Lizits geschoben wird. Darüber befindet sich eine Klappe, die nach dem Lizit geöffnet wird, damit der Alleinspieler und der Gegner, die auf der anderen Seite des Screens sitzen, den Strohmann und die gespielten Karten sehen können. Beim Lizitieren hinter einem Screen gibt es verschiedene Sonderregeln. So muss man beispielsweise nicht nur künstliche Gebote des Partners, wenn der Schlitten zu einem herübergeschoben wird, alertieren, sondern auch eigene – der Gegner neben einem sieht aufgrund des Sichtschirmes das Alert des Partners natürlich nicht. Fragt ein Gegner nach der Bedeutung eines Gebots, so wird die Antwort nicht gesprochen, sondern aufgeschrieben, damit der Partner des gefragten Spielers nichts hören und aus der Auskunft keine unzulässigen Schlüsse ziehen kann.

### Turnierformen
Es gibt verschiedene Turnierformen, die sich durch die Anzahl der Spieler, die zusammenspielen, durch die Spieltechnik und durch die Art der Auswertung unterscheiden.
- Paarturnier: Je zwei Spieler bilden ein Paar, das während des gesamten Turniers zusammen gegen andere Paare spielt. In jeder Runde spielen die Paare 2–3 (selten auch 4–6) Partien gegeneinander. Nach jeder Runde wechseln die Paare und Boards nach einem bestimmten System (Movement) die Plätze und Tische. Die meisten Paarturniere werden in Matchpunkten bzw. Prozentwertung abgerechnet. Das beste Score in einer Partie (100 %) wird als Top, das schlechteste (0 %) als Nuller bezeichnet.
- Individualturnier: Eine seltene Sonderform des Paarturniers. Ein Spieler spielt jede Runde mit einem anderen Partner.
- Teamturnier: Teams, bestehend aus mindestens vier Spielern (bzw. zwei Paaren) treten gegeneinander an, wobei die Paare sich in jeder Runde aus anderen Spielern des Teams zusammensetzen dürfen. Als Turnierform wird üblicherweise das Schweizer System angewandt, bei Meisterschaften oder Länderkämpfen auch das Rundenturnier. Je zwei Teams spielen in getrennten Bereichen (Open Room und Closed Room) gegeneinander. Das erste Paar von Team A spielt im Open Room auf NS, das zweite sitzt im Closed auf OW. Team B spielt im Open Room auf OW, im Closed auf NS. Dadurch werden die gleichen Karten einmal im Open von Team A (gegen B auf OW) und dann im Closed von Team B (gegen A auf OW) gespielt. Die Ergebnisse werden verglichen und die Differenzen der Ergebnisse der einzelnen Boards in IMPS (International Matchpoints) umgerechnet. Diese werden addiert und die Differenz der IMP-Scores der beiden Teams berechnet. Aus dieser ergeben sich dann die Victory Points, die letztendlich ausschlaggebend für das Endergebnis sind.

Die optimale Spieltechnik ist abhängig von der Turnierform, aufgrund der unterschiedlichen Abrechnungsart von Teamturnier und Paarturnier. Bei einem Teamturnier ist die absolute Differenz zwischen den Ergebnissen entscheidend. Große Differenzen bringen deutlich mehr Punkte als kleine. Es ist daher nicht lohnend, z. B. für einen Überstich (bringt je nach Kontrakt 20 oder 30 Punkte) das ganze Spiel (kostet z. B. bei einem Vollspiel mindestens 400 Punkte) zu riskieren. Beim Paarturnier dagegen werden die Ergebnisse nach ihrer Größe gereiht und nach dieser Reihung bewertet. Auch ein Unterschied von nur 10 Punkten kann bei dieser Reihung sehr entscheidend sein, wodurch beispielsweise Überstiche bei diesen Turnieren an Wert gewinnen.
Die meisten Vereine veranstalten regelmäßig an bestimmten Wochentagen Hausturniere. Dabei handelt es sich in der Regel um Paarturniere. Je nach Größe des Vereins nehmen daran ungefähr 8–40 Paare teil, es werden ca. 30 Partien an einem Nachmittag oder Abend gespielt. Einzelne Clubs, regionale und nationale Verbände veranstalten darüber hinaus größere Turniere und Meisterschaften.

## Geschichte
Als Vorläufer von Bridge gilt Whist, das aus England stammt und 1529 erstmals erwähnt wurde. Bridge scheint sich in der zweiten Hälfte des 19. Jahrhunderts entwickelt zu haben, die genauen Umstände sind allerdings unklar. Man geht davon aus, dass der Ursprung in Russland oder der Türkei liegt. Laut einer Theorie erfanden britische Soldaten Bridge während des Krimkrieges (1853–1856), laut einer anderen kam es in Istanbul um 1860 auf. Der Name Bridge hat nichts mit Brücke zu tun, sondern leitet sich von russisch biritch, der Bezeichnung für Whist, ab. Ende des 19. Jahrhunderts fand Bridge seinen Weg nach New York und London. Im Gegensatz zu Whist lag bereits ein Blatt offen auf dem Tisch, es existierte aber noch kein Reizen wie beim Kontrakt-Bridge.
Das Reizen, also das Element der Versteigerung, wurde 1903 oder 1904 mit Auktions-Bridge eingeführt. Auktions-Bridge entstand in Indien und verdrängte Whist und Bridge. Es war sehr populär, bis es 1926 dem Kontrakt-Bridge weichen musste. Bei Auktions-Bridge werden alle Stiche für Prämien von Vollspiel und Schlemm gezählt, egal ob der Alleinspieler sie während des Reizens angesagt hat oder nicht. Daher versuchen die Spieler, möglichst wenig Stiche anzusagen. Dies wurde 1918 in Frankreich mit Plafond geändert, dabei zählen nur angesagte Stiche für die Prämien.
Harold S. Vanderbilt führte die unterschiedlichen Gefahrenlagen ein, änderte die Abrechnungstabelle und taufte das neue Spiel Kontrakt-Bridge. Am 1. November 1925 erprobte er im Rahmen einer Schiffsreise zum ersten Mal die neuen Regeln. Bis heute blieben sie unverändert, abgesehen von zwei kleineren Änderungen bei der Abrechnung. Innerhalb weniger Jahre verschwanden alle älteren Varianten von Bridge. Unter Bridge versteht man heute ausschließlich Kontrakt-Bridge.
In den 1930er Jahren trug Ely Culbertson zur Verbreitung von Kontrakt-Bridge in den USA bei. Das von ihm entwickelte Bietsystem war das erste, welches eine größere Anhängerschaft hatte. Er schrieb mehrere erfolgreiche Bücher, dominierte das Bridgelehrerwesen und gründete 1929 die Zeitschrift The Bridge World, die für die Bridgewelt auch heute noch von Bedeutung ist.
1932 wurde die International Bridge League gegründet. Im selben Jahr fand die erste Europameisterschaft statt, 1935 die erste Weltmeisterschaft.
Charles Goren übernahm in den 1940er Jahren Culbertsons Rolle im Bridge. Er führte von 1944 bis 1962 die amerikanische Rangliste an. Das Time Magazin druckte ihn 1958 auf der Titelseite ab. Als Neuerung benutzte er in seinem System Standard American die noch heute verwendete Punktezählung nach Milton Work (Ass=4, König=3, Dame=2, Bube=1). Anfängern wurde der Einstieg ins Bridge dadurch erleichtert, was wiederum einen Bridge-Boom auslöste.
1958 wurde in Oslo die World Bridge Federation (WBF) gegründet. Die erste Europameisterschaft nach dem Zweiten Weltkrieg wurde 1948 in Kopenhagen ausgetragen. Die bereits vor dem Weltkrieg durchgeführten Wettkämpfe zwischen den USA und Europa wurden 1950 auf Bermuda wiederbelebt. Daraus entwickelte sich die Weltmeisterschaft, die als Bermuda Bowl bezeichnet wird und seit 1977 alle zwei Jahre stattfindet.
Von 1957 bis 1975 gewann Italien mit seinem Blue Team dreizehn von fünfzehn Weltmeisterschaften (1970 und 1971 traten sie nicht an). Von 1976 bis 1987 konnten sich wieder die USA durchsetzen.
Im Jahr 1998 wurde Bridge vom Internationalen Olympischen Komitee offiziell als Sportart anerkannt, allerdings nicht als olympische Disziplin. 2017 urteilte der Europäische Gerichtshof, dass Bridge steuerlich gesehen kein Sport ist.

## Bridge in der Kunst

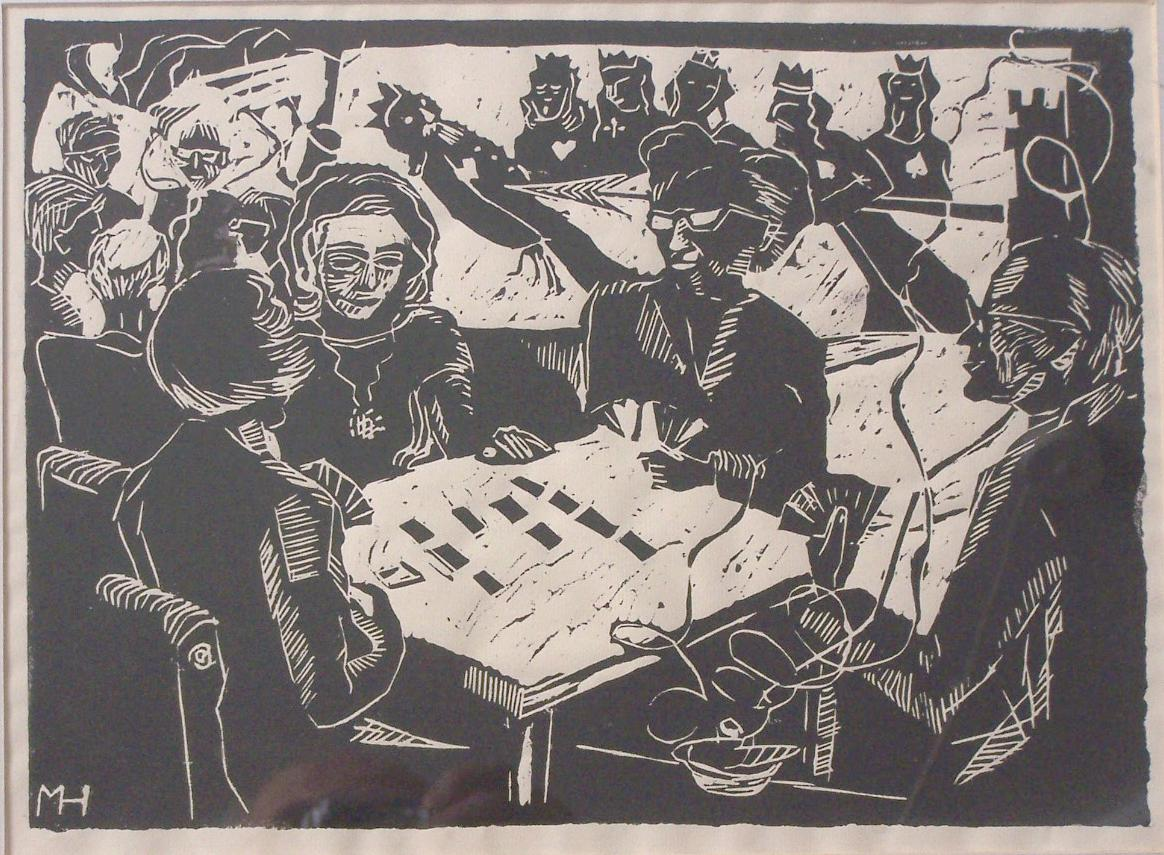
Margret Hofheinz-Döring, Bridgespieler, Linolschnitt, 1960

In Agatha Christies Kriminalroman Cards on the table (dt. Mit offenen Karten) aus dem Jahr 1936 wird der Gastgeber eines Bridge-Abends ermordet – von einem der vier Spieler, der sich als Dummy vom Tisch entfernt hat, während sein Partner einen Großschlemm spielte.
Ian Fleming war ein begeisterter Bridge-Spieler. Im Roman Moonraker aus dem Jahr 1955 überführt James Bond Sir Hugo Drax als Falschspieler; Bond betrügt besser und gewinnt die Partie (vgl. Duke of Cumberland Hand). Im gleichnamigen Film gibt es nur einen kurzen Hinweis von Sir Frederick Gray, dass er mit Sir Hugo einmal Bridge gespielt habe. Hinweise auf Bridge finden sich auch in den Romanen Dr. No und Feuerball.
Im Jahr 1959 komponierte Samuel Barber zu einem Libretto von Gian Carlo Menotti die Kurzoper A Hand of Bridge, in der das Kartenspiel Bridge im Mittelpunkt der Handlung steht.
Die Malerin Margret Hofheinz-Döring spielte gern Bridge und verarbeitete ihre Erlebnisse beim Spiel in verschiedenen Techniken. Einige Zeichnungen fertigte sie für das Magazin des Deutschen Bridge-Verbandes.
Im Roman Schlemm aus dem Jahr 2005 des Schweizer Autors Nicola Bardola ist Bridge ein bedeutendes Motiv.

## Verbreitung und Organisationen
Der internationale Dachverband der Bridgespieler ist die World Bridge Federation (WBF). Die WBF wurde 1958 in Oslo gegründet und umfasst heute 123 nationale Verbände mit knapp 700.000 Spielern (Stand: September 2013). Die WBF veranstaltet unter anderem die verschiedenen Weltmeisterschaften (offene Klasse, Damen, Senioren, Junioren) und koordiniert die regelmäßige Überarbeitung der Bridgeregeln.
Der Dachverband der europäischen Länder ist die European Bridge League (EBL). Die EBL hat 46 Mitglieder mit knapp 400.000 Spielern. Auch der Deutsche Bridge-Verband (DBV) (28.000 Spieler), der Österreichische Bridgesportverband (ÖBV) (2400 Spieler) und die Fédération Suisse de Bridge (3800 Spieler) sind Mitglied der EBL.
Innerhalb Europas ist Bridge vor allem in Frankreich (104.000 Spieler) und den Niederlanden (88.000 Spieler) populär, außerhalb Europas in den USA (142.000 Spieler) und China (34.000 Spieler; alle Mitgliederzahlen laut Webseite der WBF).

## Bridge mit Computer
Bridge kann am Computer mit Bridgeprogrammen oder über Internet gespielt werden. Computerprogramme erreichen noch nicht die Spielstärke menschlicher Spitzenspieler. Der Pakistaner Zia Mahmood konnte sich 1999 in einem Wettbewerb gegen sieben Bridgeprogramme durchsetzen.
Mehrere Portale bieten die Möglichkeit, Bridge über das Internet zu spielen. Zu den bekanntesten gehört das kommerziell betriebene OKBridge (ca. 13.000 Mitglieder) und das gratis verfügbare Bridge Base Online (über 100.000 Mitglieder). Die Portale bieten sowohl freie Spiele als auch Turniere an. Bridge Base Online überträgt außerdem live von vielen Turnieren in der Welt, insbesondere natürlich den großen Turnieren.

## Computer-Weltmeisterschaften
Seit dem Jahr 1996 gibt es Computer-Weltmeisterschaften im Bridge-Sport. Diese wurden initial von der American Contract Bridge League veranstaltet und finden seither jährlich statt. Die Computer-Weltmeisterschaften finden meist zeitgleich zu anderen großen Bridge-Turnieren statt.